# 케이크

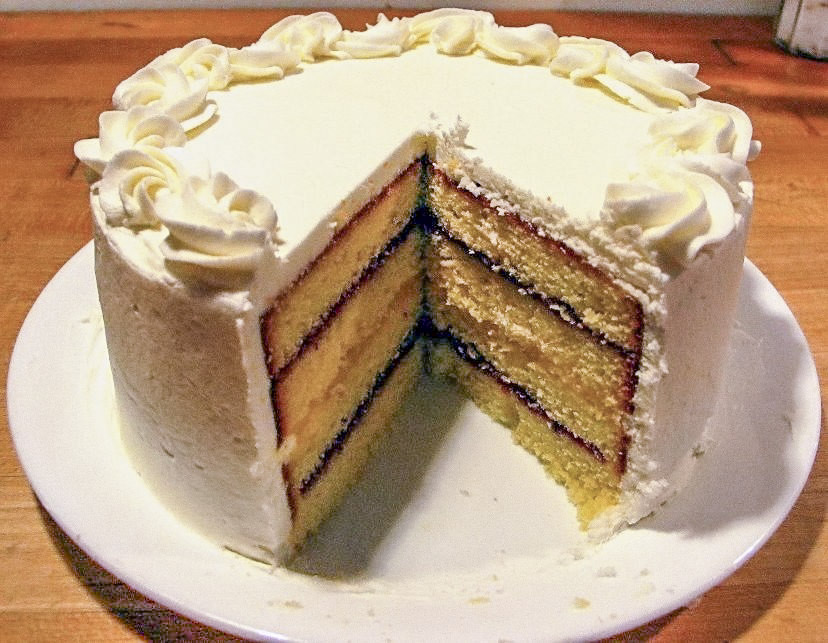
레이어 케이크

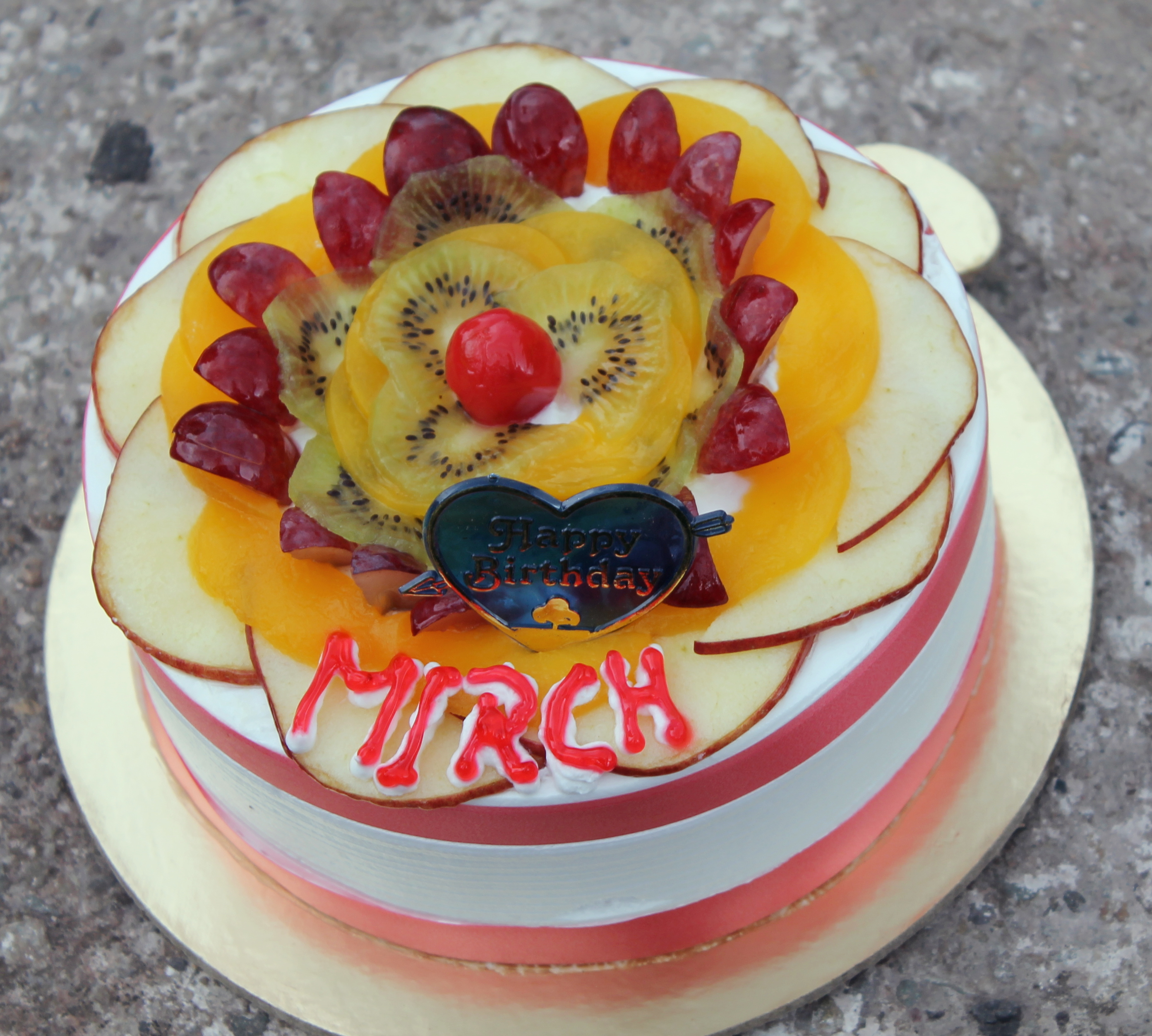
생일 과일 케이크

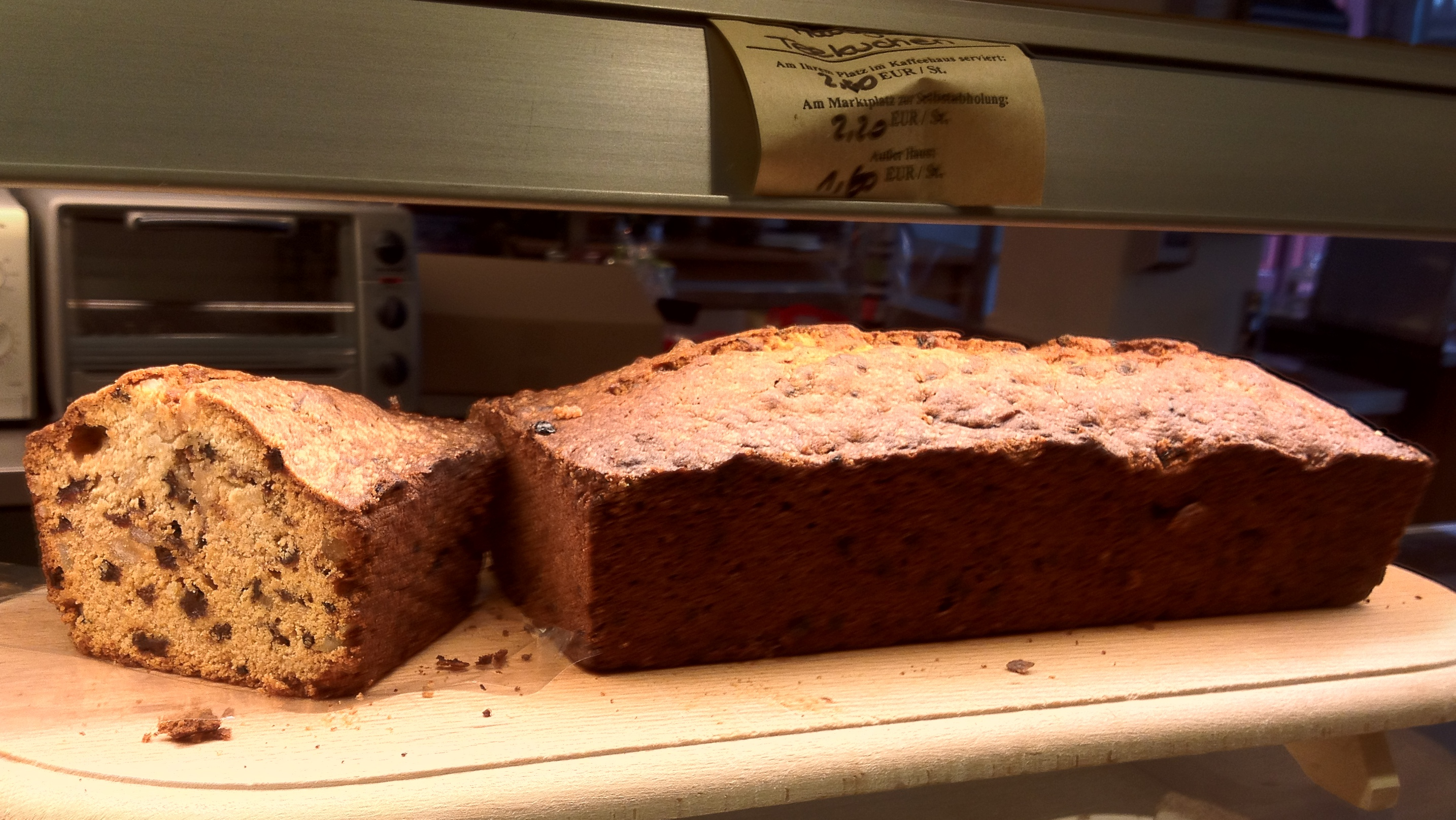
건포도 케이크

케이크(영어: Cake)는 밀가루, 버터, 우유, 달걀, 설탕을 주재료로 하여 특정한 모양으로 구운 디저트다. 케이크는 곡물의 분말, 결착제(달걀과 밀가루에 포함된 글루텐), 지방, 수분, 팽창제를 배합하여 만든다. 또한 서양에서는 구운 것을 일반적으로 '케이크'라고 한다.
케이크는 비스킷 혹은 빵 정도의 변형이라고 할 수 있으며, 간단하거나 정교할 수 있다. 페이스트리, 머랭, 커스터드 및 파이와 같은 디저트들과 특징을 공유한다.
케이크의 기원을 신석기 시대부터 찾기도 하지만 베이킹파우더와 백설탕을 이용해 구워 낸 현대적 개념의 케이크는 19세기부터 본격적으로 시작되었고 한국에는 구한말 선교사에 의해 처음 케이크와 빵의 개념이 소개되었다. 생일이나 크리스마스 등 기념일에 빠지지 않는 케이크는 그 중요성만큼이나 나라별, 상황별로 다양한 전통과 풍습이 존재한다.
케이크빵은 밀가루, 설탕, 달걀, 베이킹 파우더, 버터 등이 기본 재료로 구성된 반죽을 모형 틀에 붓고 오븐에 구워 만드는 데 이때 만들려는 케이크 종류에 따라 반죽 재료의 구성비율이나 새로운 재료가 추가되고 굽는 방법도 달라진다. 구워진 빵에 크림 등의 재료를 발라 케이크 표면을 매끄럽게 마무리하는 아이싱 과정과 여러 모양의 장식물로 개성 있게 꾸미는 데코레이션 과정을 거쳐 맛과 형태가 다른 다양한 종류의 케이크를 만든다. 최근에는 아이스크림 케이크, 떡 케이크, 슈가크래프트 케이크 등 주재료로 밀가루가 아닌 다른 재료를 사용하여 만든 새로운 개념의 케이크가 등장하였다.
간혹 '케익, 케잌'으로 쓰는 사람이 있으나, cake의 발음 기호가 [keɪk]이고 외래어 표기법의 제3장 1절 1항의 3.에 따라 '케이크'로 적는다. 

## 역사

### 어원
케이크의 어원은 13세기경에서 찾아볼 수 있다. <옥스퍼 영어사전>에 따르면 케이크라는 단어는 고대 노르웨이어의 'kaka'에서 유래됐다. 또한 이 단어가 미국 식민지 시기의 '작은 케이크'라는 뜻의 'cookie'에서 왔다는 설도 있다.

### 기원
케이크의 기원은 신석기 시대까지 거슬러 올라간다. 최초의 케이크는 지금 우리가 알고 있는 것과는 매우 달랐다. 그것은 밀가루에 꿀을 첨가해 단맛을 낸, 빵에 가까운 음식으로 우묵한 석기에 밀가루와 우유 등 기타 재료를 넣고 섞은 뒤 그대로 굳혀 떼어내는 방식으로 만들어졌으며 때로는 견과류나 말린 과일이 들어가기도 했다.
하지만 일부에서는 고대 그리스로 거슬러 올라가 최초의 케이크는 달의여신 아르테미스의 생일을 기념하기 위해 가난한 제빵사가 만든거라고 주장한다.

### 발전과정
이후 케이크는 이집트에서 빵 굽는 기술이 등장하면서 발전하기 시작했다. B.C. 2000년경 이집트인들은 이미 이스트를 이용한 케이크를 만들기 시작했으며, 때문에 당시의 사람들은 이집트인들을 ‘빵을 먹는 사람’이라고 표현했다고 한다. 당시의 회화나 조각작품들을 보면 밀가루로 빵 반죽하고 있는 모습을 종종 볼 수 있다. 이러한 이집트의 빵 중심의 식문화는 그리스, 로마로 전해져 케이크의 발전에 기여하게 된다. 그리스에서는 케이크의 종류가 100여종에 달했으며 로마에서는 케이크가 빵으로부터 완전히 독립돼 빵 만드는 사람과 케이크를 만드는 사람이 구분되어 각각의 전문점과 직업조합을 가지게 되었다.
우리가 알고 있는 둥글고 윗부분이 아이싱 처리된 현대 케이크의 선구자격인 케이크는 17세기 중반 유럽에서 처음으로 구워지기 시작했다. 이것은 오븐과 음식틀의 발전과 같은 기술 발전, 그리고 정제된 설탕 등의 재료 수급이 원활해진 덕분에 가능했다. 그때에는 케이크의 모양을 잡는 틀로 동그란 형태가 많이 쓰였으며, 이것이 현재까지 일반적인 케이크의 모양으로 굳어지게 되었다. 이때 케이크 윗부분의 모양을 내고자 하는 목적으로 설탕과 달걀 흰자, 때때로 향료를 끓인 혼합물을 사용해 케이크 윗부분에 붓는 관습이 생겼는데, 이러한 재료들은 케이크 위에 부어져 오븐 속에서 다시 구워진 후에 딱딱하고 투명한 얼음처럼 변했기 때문에 이를 '아이싱'이라 부르게 되었다. 19세기에 와서야 이스트 대신 베이킹파우더와 정제된 하얀 밀가루를 넣은, 우리가 알고 있는 현대적 케이크가 만들어지기 시작했다.

### 한국에서의 역사

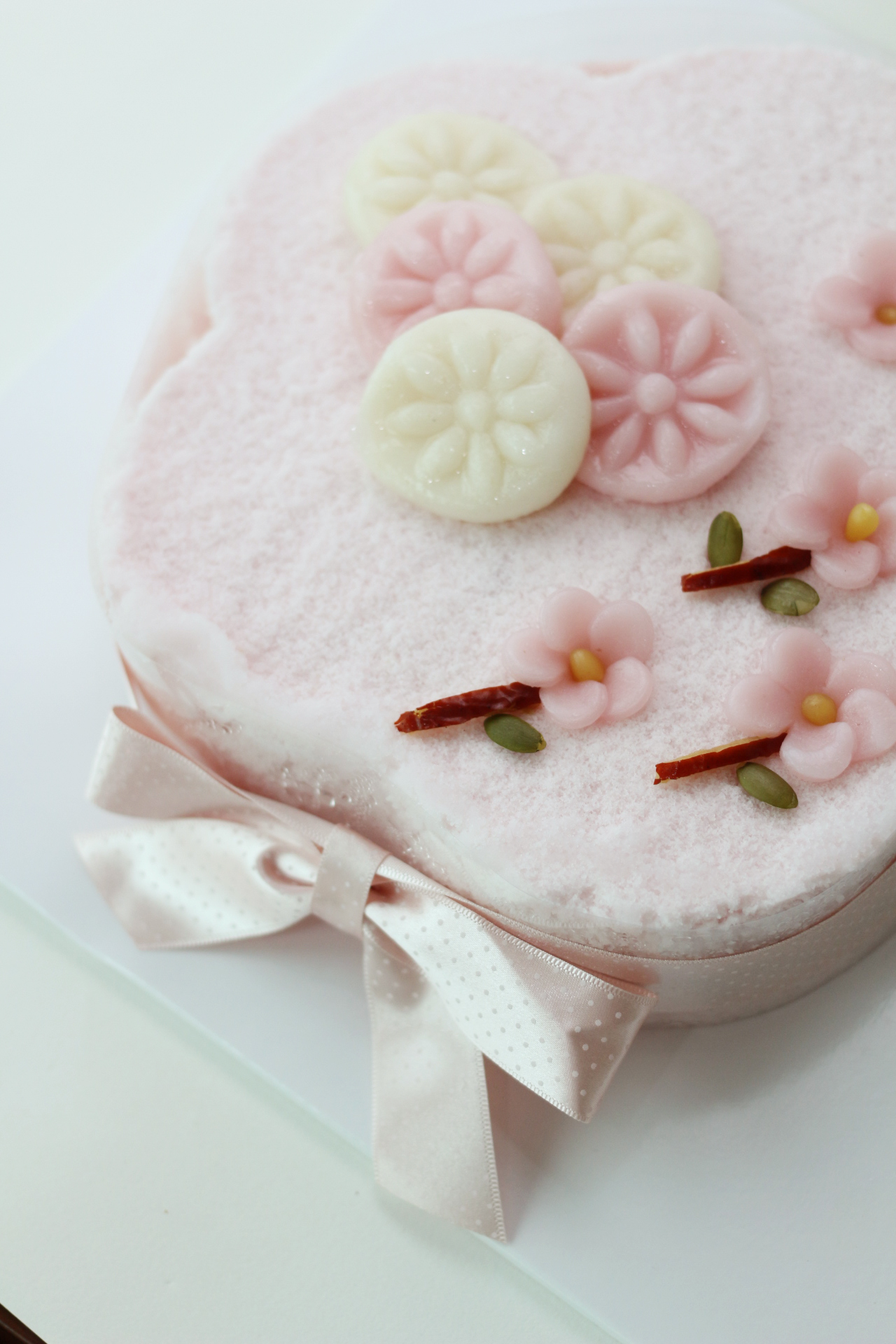
떡 케이크

한국을 비롯한 동양권에서는 케이크의 기원이라 할 만한 음식을 찾아보기 힘들다. 밀가루가 주식인 유럽에서 일찍이 케이크 문화가 발달한 것과 달리 한국과 중국, 일본 등의 동양에서는 쌀을 주식으로 해왔기 때문이다. 한국에 케이크나 빵의 개념이 소개된 것은 일제강점기부터이다. 구한말 선교사들에 의해 서양의 과자가 소개되었고 오븐을 대신하기 위해 숯불을 피운 뒤 그 위에 시루를 엎고 그 위에 빵 반죽을 올려놓은 다음 뚜껑을 덮어 구웠다고 한다. 이후 일본인들에 의해 빵제조업소가 국내에서 생산판매하였으나 기술적인 면에서 제대로 전수되지 못하고 제과, 제빵 재료면에서도 어려운 상황이 계속되어 왔다. 그러나 1970년대 초에 이르러 적극적인 분식장려정책에 의해 급속한 빵류의 소비증가로 양산체제를 갖춘 제과 회사가 생겨났다. 케이크와 비슷한 것으로 떡케이크가 있다.

## 전통적인 종류
전통적인 케이크의 경우 현재 주로 소비되거나 대중에게 많이 알려진 케이크 종류를 중심으로 하여 분류하였다.

### 스펀지 케이크

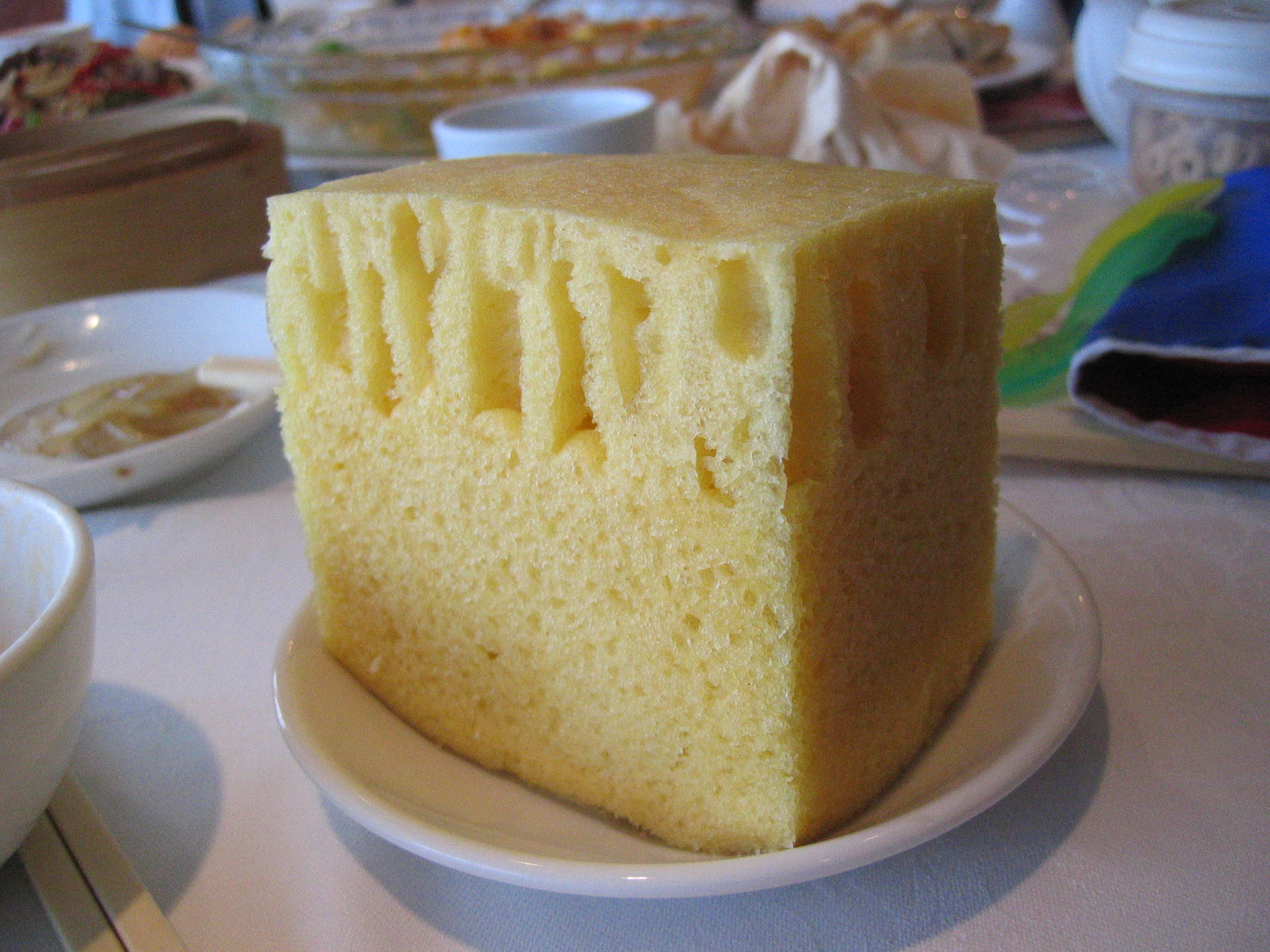
스펀지 케이크

스펀지 케이크(sponge cake)는 케이크의 기본이 되는 시트로 쓰이며 많은 케이크의 바탕이 된다. 흔히 일반적인 개념에서 지칭하는 케이크에 해당하는 기본적인 케이크이다. 아몬드 스펀지 케이크, 생크림 케이크, 크리스마스 케이크 등 다양한 종류의 케이크들이 스펀지 케이크에 해당한다. 주로 동그란 케이크 틀에 반죽을 붓고 구워 만드는데, 밀가루, 달걀, 설탕과 같이 가장 기본이 되는 재료들을 사용하며 반죽에 향미료를 간단히 첨가하기도 한다. 이때, 첨가하는 향미료에 따라 아몬드 스펀지케이크, 초콜릿 스펀지 케이크와 같이 이름이 세분화되기도 한다. 완성한 후 카스텔라와 같은 폭신한 베이커리를 만드는데 사용할 경우 별다른 장식을 하지 않으며, 다른 종류의 케이크들의 기본으로 사용될 경우 겉에 잼이나 크림을 발라 당의를 입히거나 과일 등으로 장식하는 등 다양한 재료가 첨가된다.
식감이 푹신푹신할 뿐만 아니라 오븐에서 구웠을 때 반죽이 스펀지처럼 부풀어오른다는 의미에서 지금의 이름을 얻었다. 이탈리아의 제노바 지방에서 생겨났다고 하여 제누아즈(genoise)라고도 불린다.

### 시폰 케이크

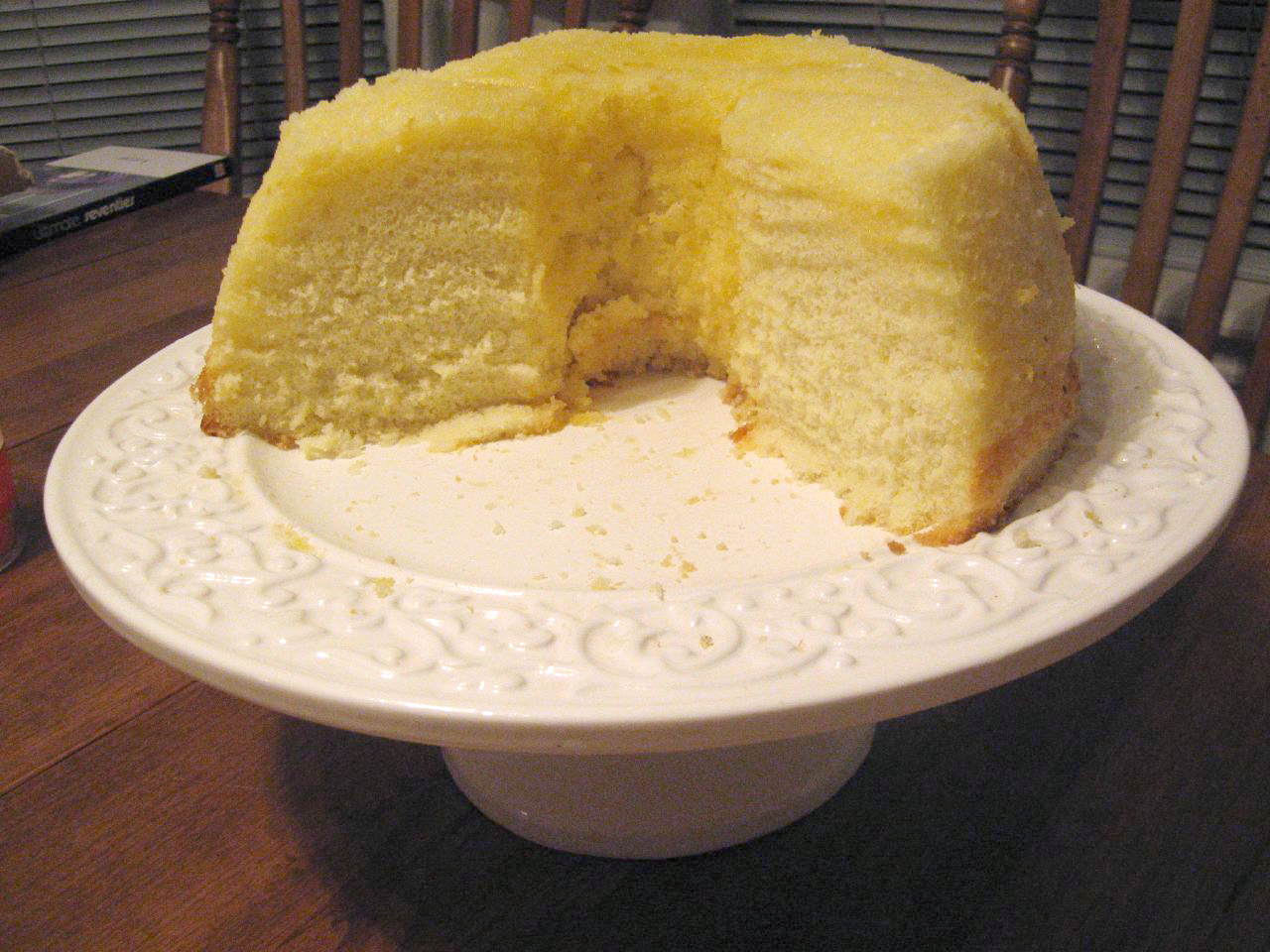
레몬 시폰 케이크

시폰 케이크(chiffon cake)는 부드럽고 촉촉한 느낌이 비단 같다하여 프랑스의 시퐁(Chiffon)에서 온 '비단'을 뜻하는 말에서 유래하여 지금의 이름을 얻게 되었다. 시폰 케이크의 탄생은 1940년 말 미국에서 처음 만들어졌다는 설과 1927년에 미국 캘리포니아에서 보험 판매원이었던 해리 베이커(Harry Baker)에 의해 탄생했다는 설로 나뉜다.
폭신폭신한 식감을 가지고 있어서 스펀지 케이크와 비슷한 맛을 내나, 기름과 달걀이 많이 들어가기 때문에 쉽게 마르거나 딱딱해지지 않는다. 시폰 케이크는 가운데에 구멍이 뚫려 있는 독특한 모양이기 때문에 시폰 케이크를 굽기 위한 전용 틀이 따로 있다. 반죽을 구워낸 뒤에는 그냥 내지 않고 주로 시럽과 생크림 등을 겉면에 발라 장식한 뒤 내는 것이 일반적이다. 화이트 시폰케이크, 홍차 시폰케이크, 녹차 시폰케이크, 애플망고 시폰케이크 등 첨가하는 재료에 따라 이름을 붙인다.

### 치즈 케이크

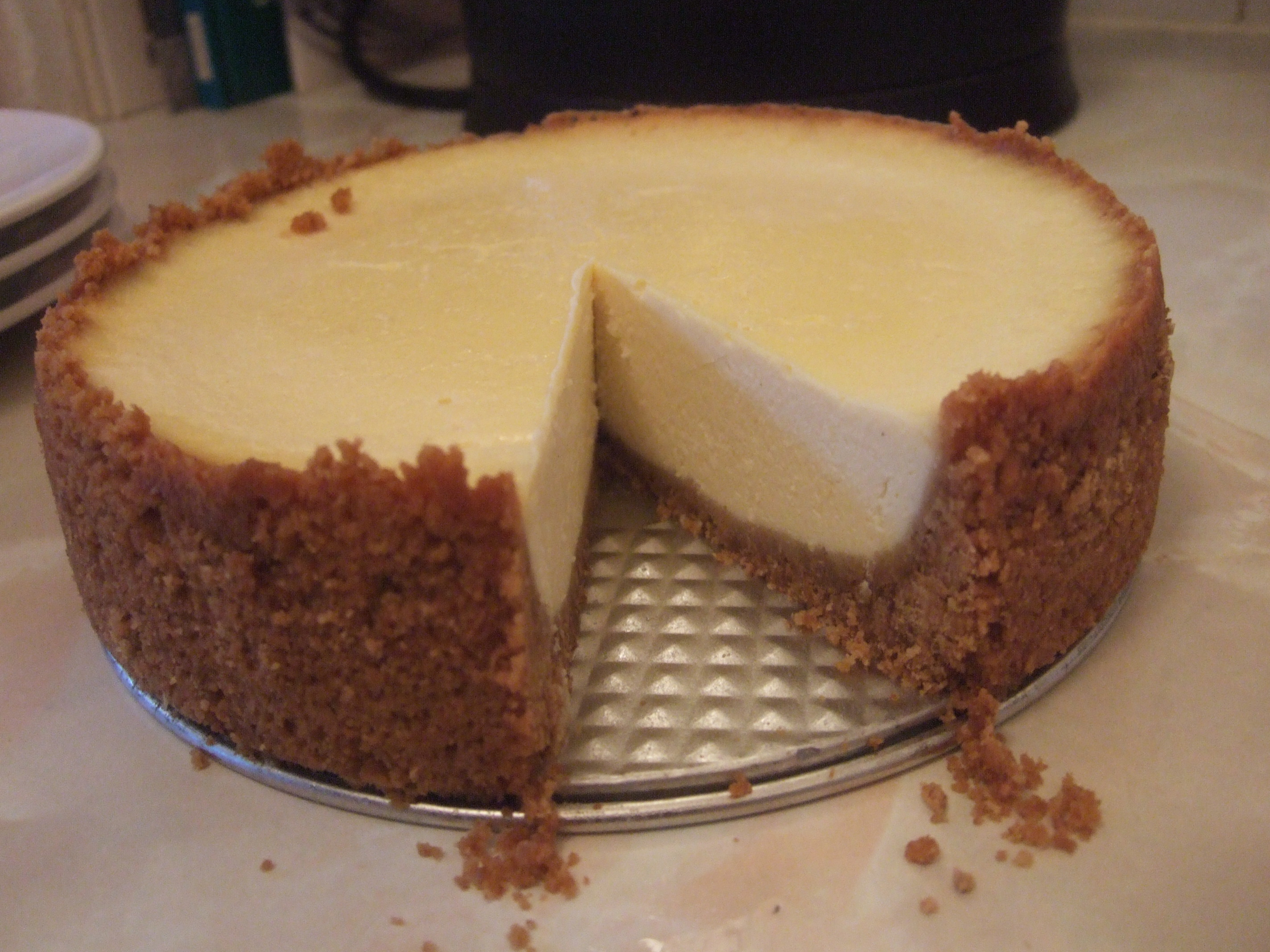
치즈 케이크

치즈 케이크(cheese cake)는 크림치즈 혹은 코티지 치즈 등의 치즈와 우유를 주원료로 해 만든 케이크로서 유지방이 풍부하며, 맛이 달지 않고 부드럽다. 뉴욕 치즈케이크, 수플레 치즈케이크, 오레오베리 치즈케이크, 머랭 치즈케이크, 아메리칸 치즈케이크 등 다양한 종류가 있으며, 이것들은 크게 촉촉한 수플레 스타일, 진한 맛의 뉴욕 스타일, 차게 먹는 레어 스타일로 나눌 수 있다. 나라마다 혹은 조리 방법과 형태에 따라 종류 다양하지만 치즈 케이크는 우유와 치즈 등을 이용해 만든 반죽을 카스텔라나 식빵과 같이 바탕이 되는 시트 위에 얹은 뒤 구워 만드는 것이 기본적이다.
치즈 케이크의 기원은 고대 그리스까지 거슬러올라가는 것으로 보이는데, 이 시대의 사람들이 즐겨먹던 치즈를 넣어 만든 타르틀레트(tartlet)가 치즈 케이크의 시초일 것이라고 추정된다. 치즈케이크는 견해에 따라 케이크가 아니라 커스타드 파이라고 분류하는 경우도 있다.

### 티라미수

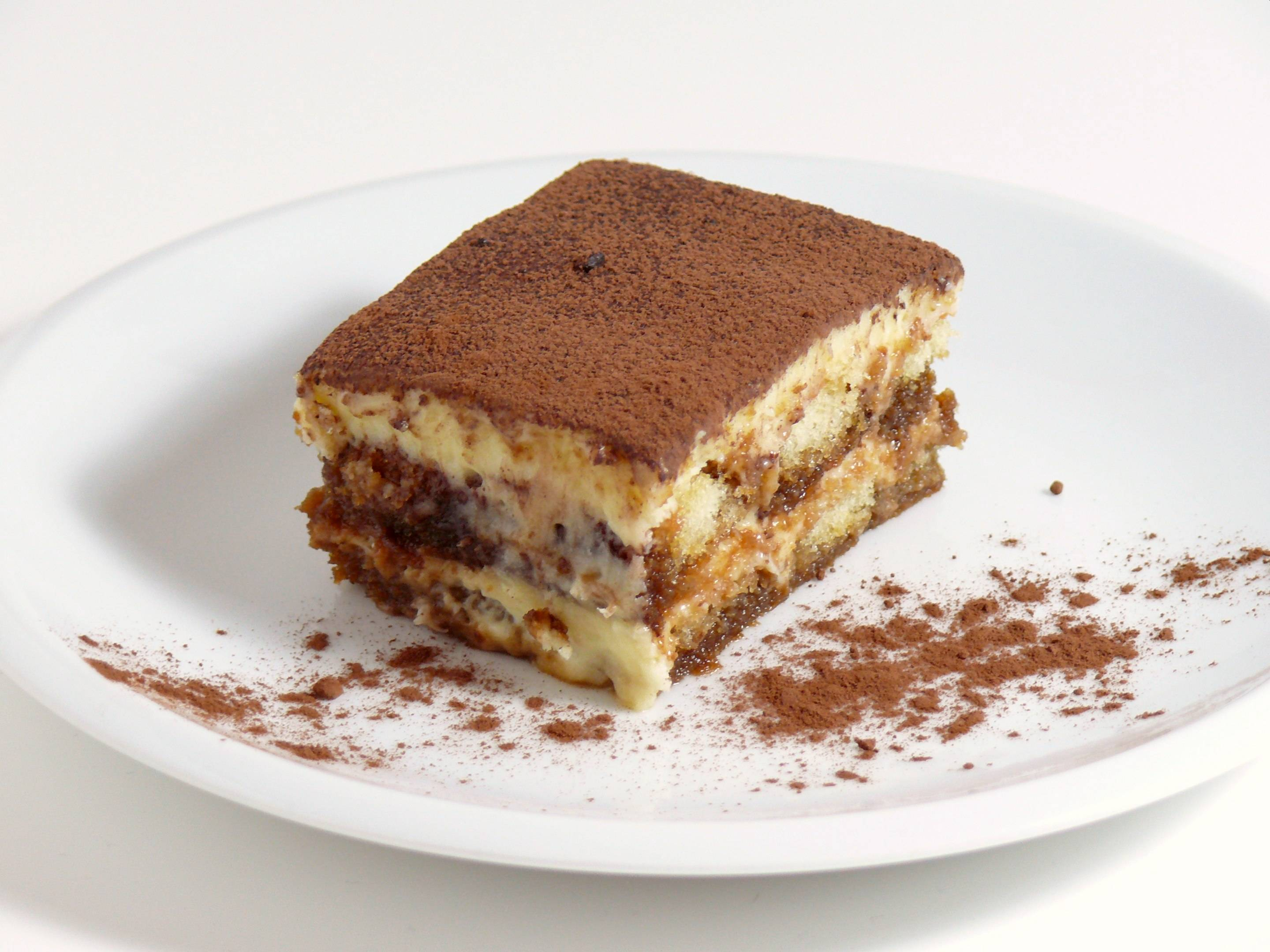
티라미수

티라미수(tiramisu)는 'tirare(끌어 올리다) + mi(나를) + su(위로)', 즉 ‘기분이 좋아진다’는 뜻의 이탈리어에서 유래한 케이크로서 에스프레소 시럽에 적신 스펀지케이크 시트와 마스카포네치즈라고 불리는 이탈리아 전통 크림 치즈, 초콜릿 시럽 등을 번갈아 가며 켜켜이 쌓고 위에 코코아 가루를 뿌린 뒤 차갑게 굳히는 것이 일반적인 형태이다. 형태가 흐트러지기 쉽기 때문에 다른 케이크들과는 달리 티라미수는 티라미수 전용 그릇이나 컵에 담아낸다.
18세기에 이탈리아의 베네토에서 처음 등장한 이탈리아의 정통 케이크이지만 지금과 같은 모습으로 발전하게 된 것은 프랑스로 전해진 이후이다. 미국과 일본에서는 1980년대부터 유행하기 시작했고 대한민국에서는 1991년에 일본에 이어 '티라미스'라는 이름으로 소개되었다. 그러나 이 때의 티라미수는 케이크로서가 아니라 롯데제과가 내놓은 초콜릿의 이름으로서 유명해졌고, 1990년대 후반에 이르러서야 정통 디저트 케이크로 더 알려지게 되었다.

### 버터 케이크

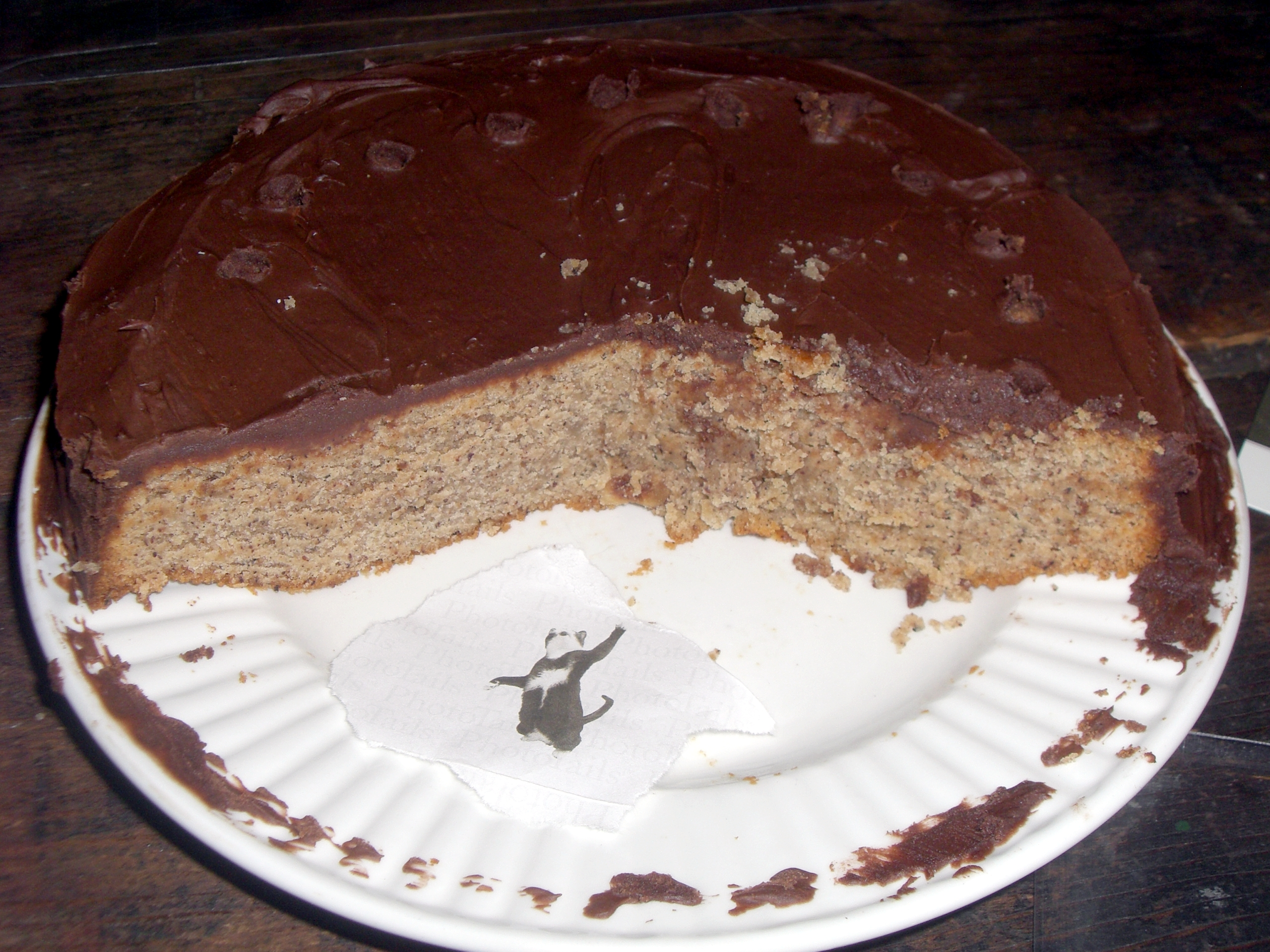
브라운 버터 케이크

버터 케이크(butter cake)는 버터를 풍부하게 가미해 디저트 뿐만 아니라 식사 대용으로도 사용되는 모든 케이크들을 칭하는 말이다. 세인트 루이스 구이 버터 케이크, 아몬드 버터 케이크 등이 이에 해당하며 식감이 매우 부드럽고 입안에서 녹는 듯한 맛이 특징이다.
버터 케이크는 파운드 케이크(pound cake)에서 발전하였다. 파운드 케이크는 은근한 불에서 오래 구워내는 케이크로서 영국에서 처음 만들어졌다. 그 이름은 달걀, 밀가루, 설탕, 버터 등의 주재료들을 기본배합을 1파운드로 설정해 넣어 만드는 파운드 케이크의 조리법에서 유래하였다. 최근에는 특정한 케이크를 가리키기 보다는 플레인 버터 케이크와 이 플레인 버터 케이크에 마른 과일 등을 넣어 만든 케이크들을 총칭하기도 한다.

### 롤 케이크

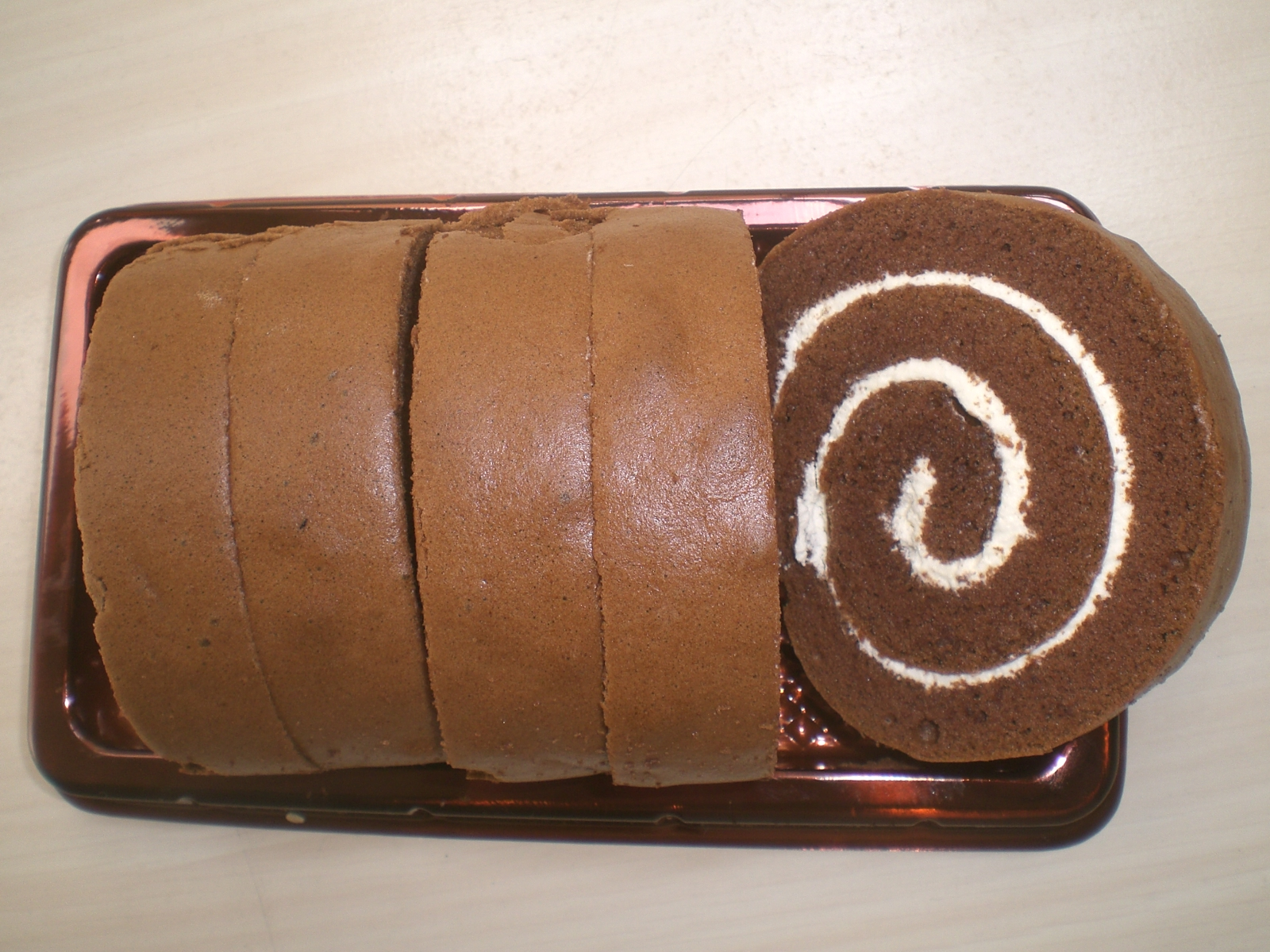
롤 케이크

롤 케이크(roll cake)는 영어로는 Swiss roll이라고도 불리며 원래는 젤리가 든 케이크를 의미하는 것이었으나, 서양식 베이커리의 기본품목으로서 발전하는 과정에서 케이크 시트에 시럽과 생크림 등을 펴 바르고 과일 등 다른 속재료(필링)를 넣은 뒤 시트를 말아서 만드는 기둥 모양의 케이크를 지칭하는 말로 쓰이게 되었다.

### 무스 케이크

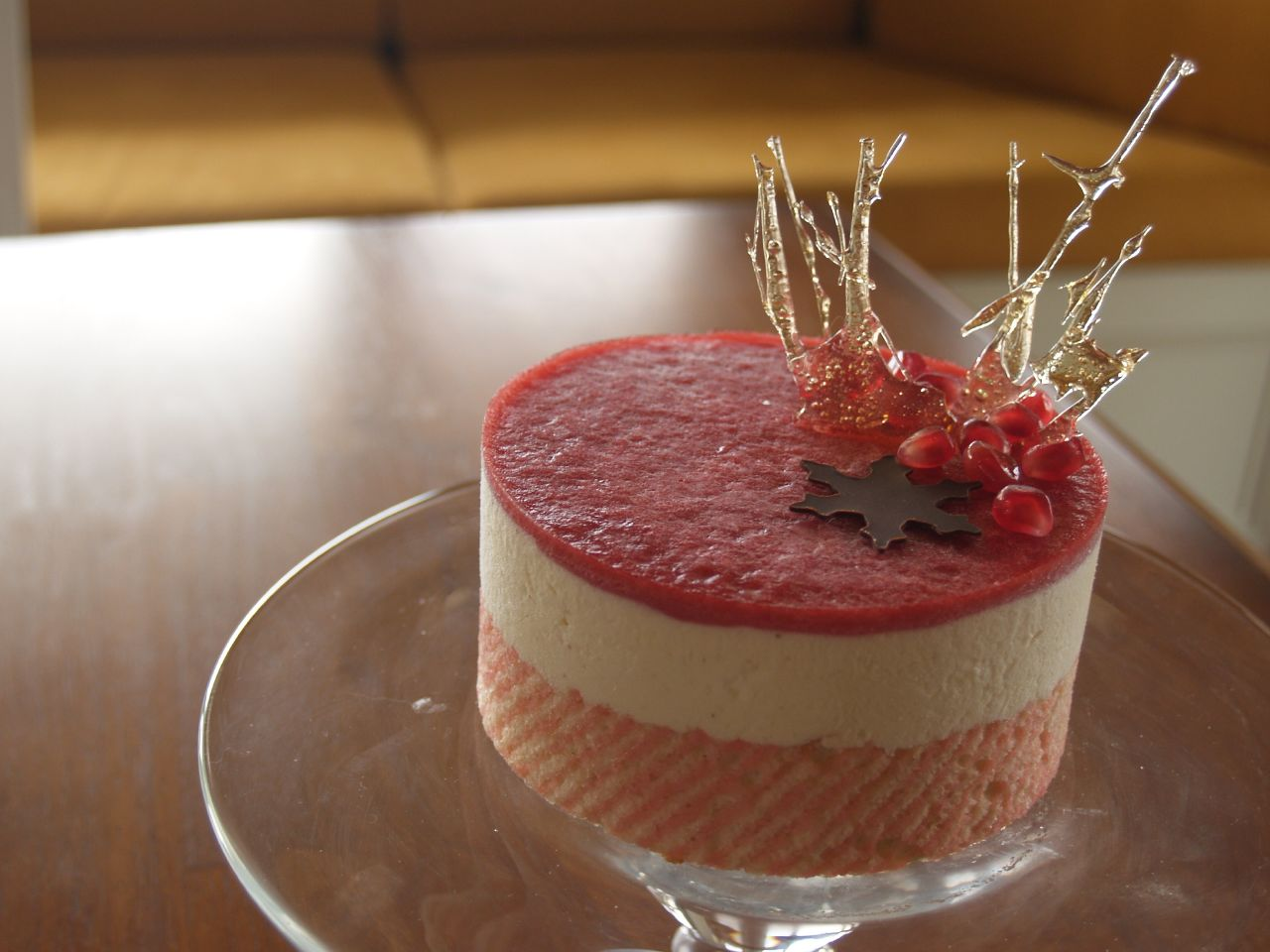
무스 케이크

무스 케이크(mousse cake)는 거품과 같이 부드러운 케이크로서, 'mousse'는 프랑스어로 비누나 맥주의 거품을 뜻하는 말이다. 과일을 갈아 넣은 퓌레에 거품을 낸 크림이나 달걀흰자, 젤라틴을 더해 부풀린 것을 스펀지 케이크 시트 위에 올린 형태이다. 완성 후 반드시 냉동시키는 것이 다른 케이크들과 구별되는 특징이다. 그리고 이러한 특징 때문에 아이스크림과 젤리의 중간 정도의 식감을 가지고 있다.

### 기타 케이크
- 이 밖에도 스텍 케이크(stack cake), 몽블랑 케이크(Mont blanc cake), 마블 케이크(Marble cake), 엔젤 푸드 케이크(Angel food cake), 업사이드다운 케이크(Upside-down cake), 프루트 케이크(Fruit cake), 번트 케이크(Bundt cake), 초콜릿 케이크(Chocolate cake), 컵 케이크(Cup cake), 당근 케이크, 고구마 케이크, 오트밀 케이크 등 다양한 종류의 케이크들이 존재한다.
- 타 베이커리류로 분류되는 케이크로는 구겔호프(Gugelhupf(독일, 오스트리아),Kugelhopf(독일, 오스트리아),Gogelhopf(스위스)), 피낭시에(Financier), 브라우니(Brownie), 추러스(Churros), 마들렌(Madeleine), 엥가디너(Engadiner), 슈(Choux), 파이(Pie), 베이크트 알래스카(Baked Alaska), 토르테(Torte) 등이 있다.

## 사진

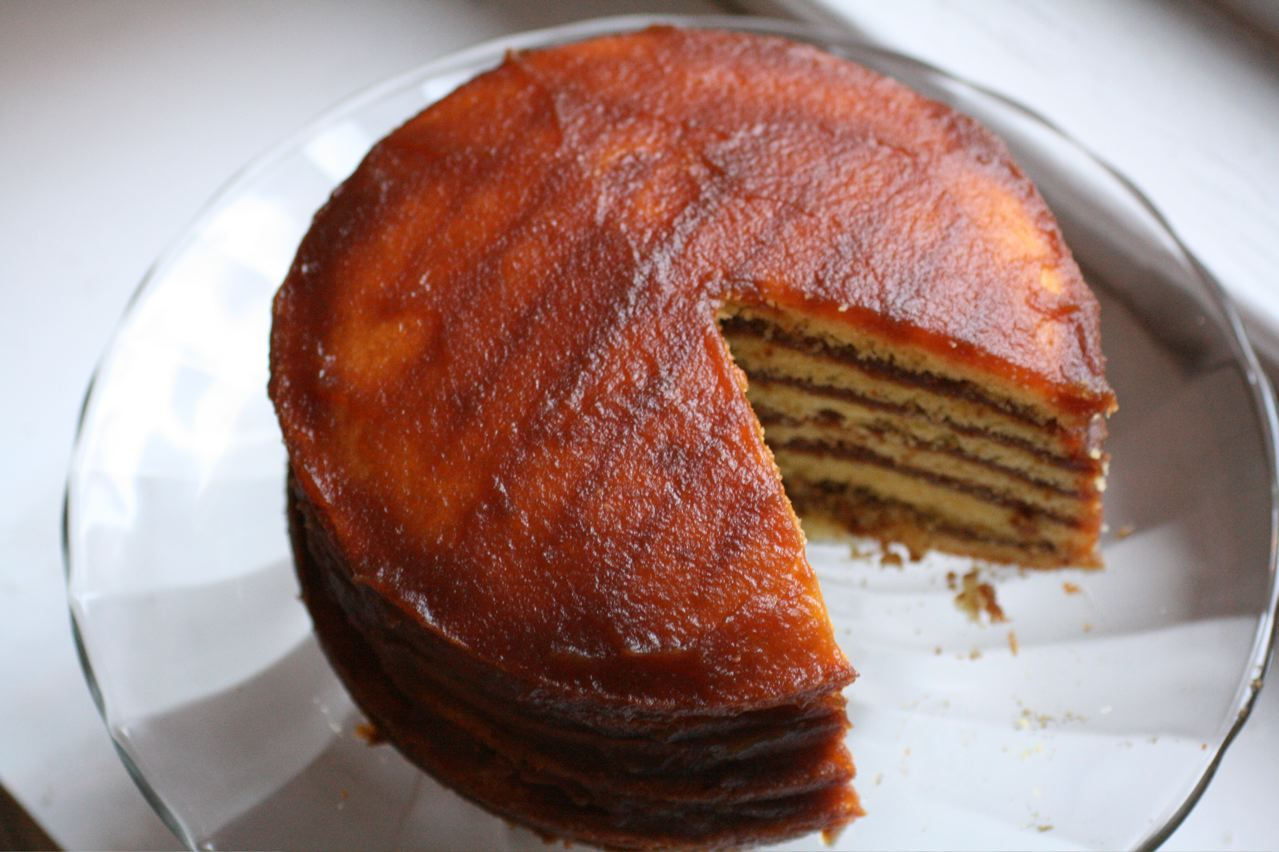
사과스텍 케이크
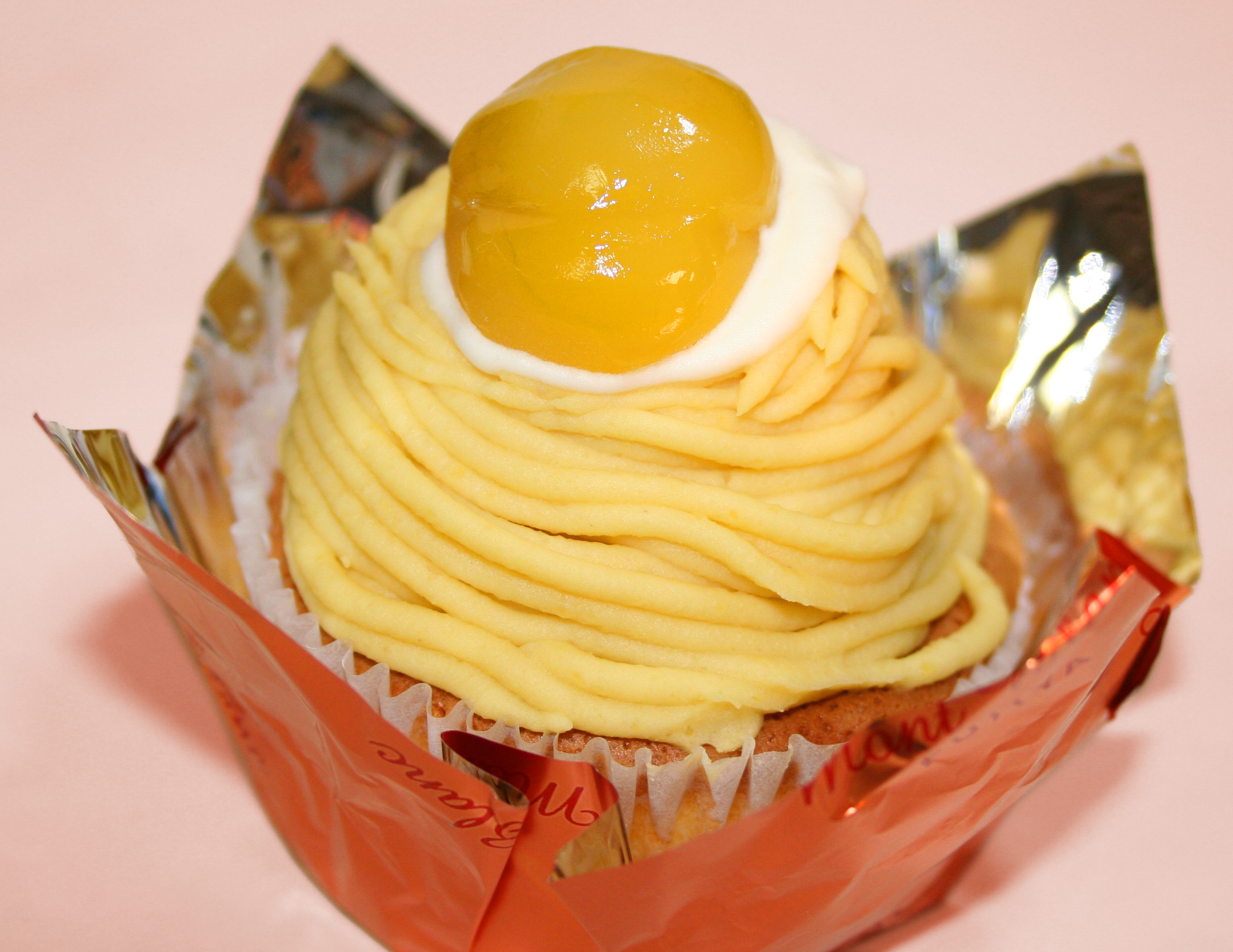
몽블랑 케이크
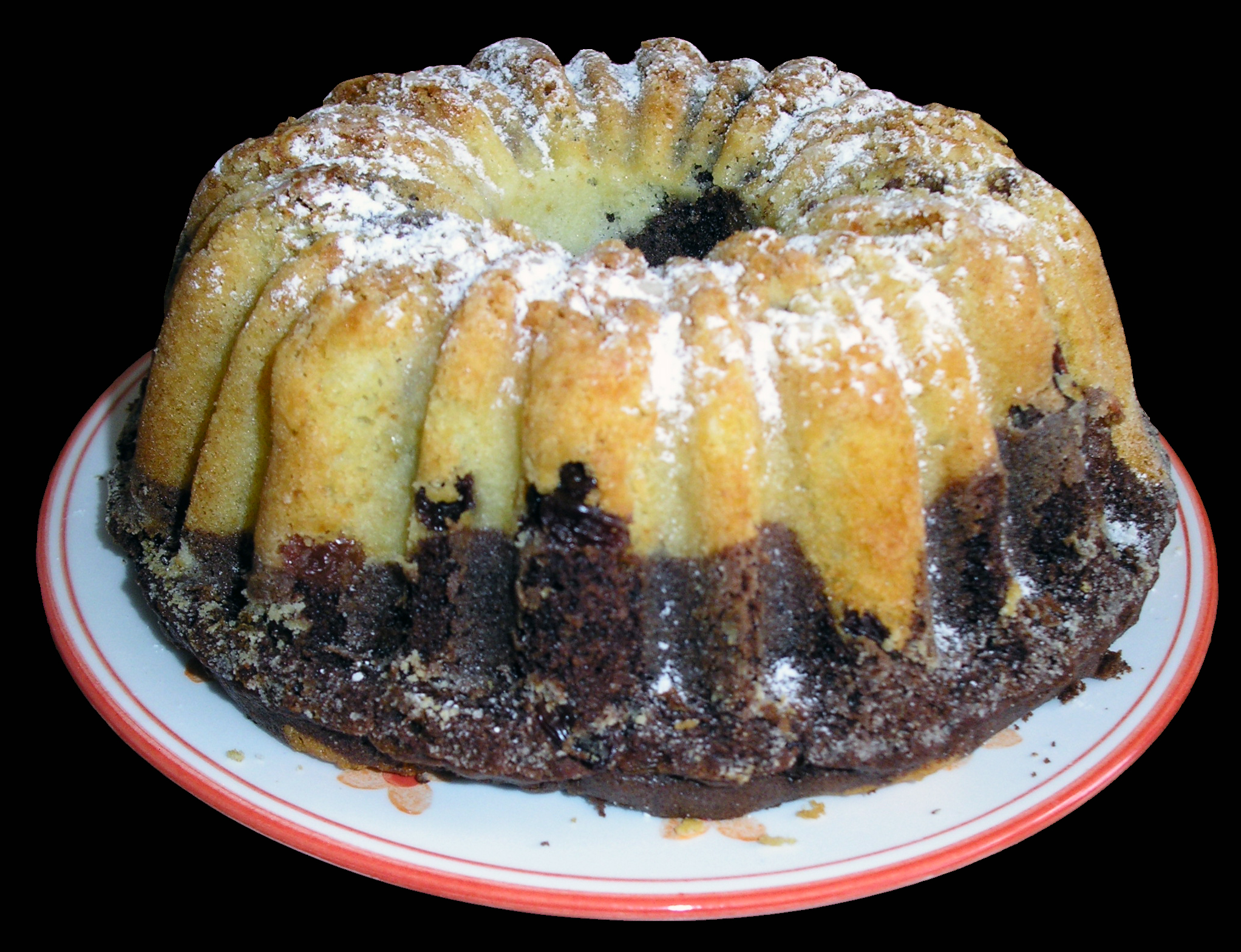
마블 케이크
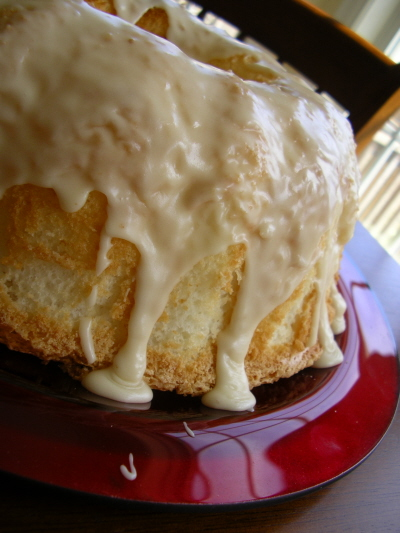
엔젤 푸드 케이크
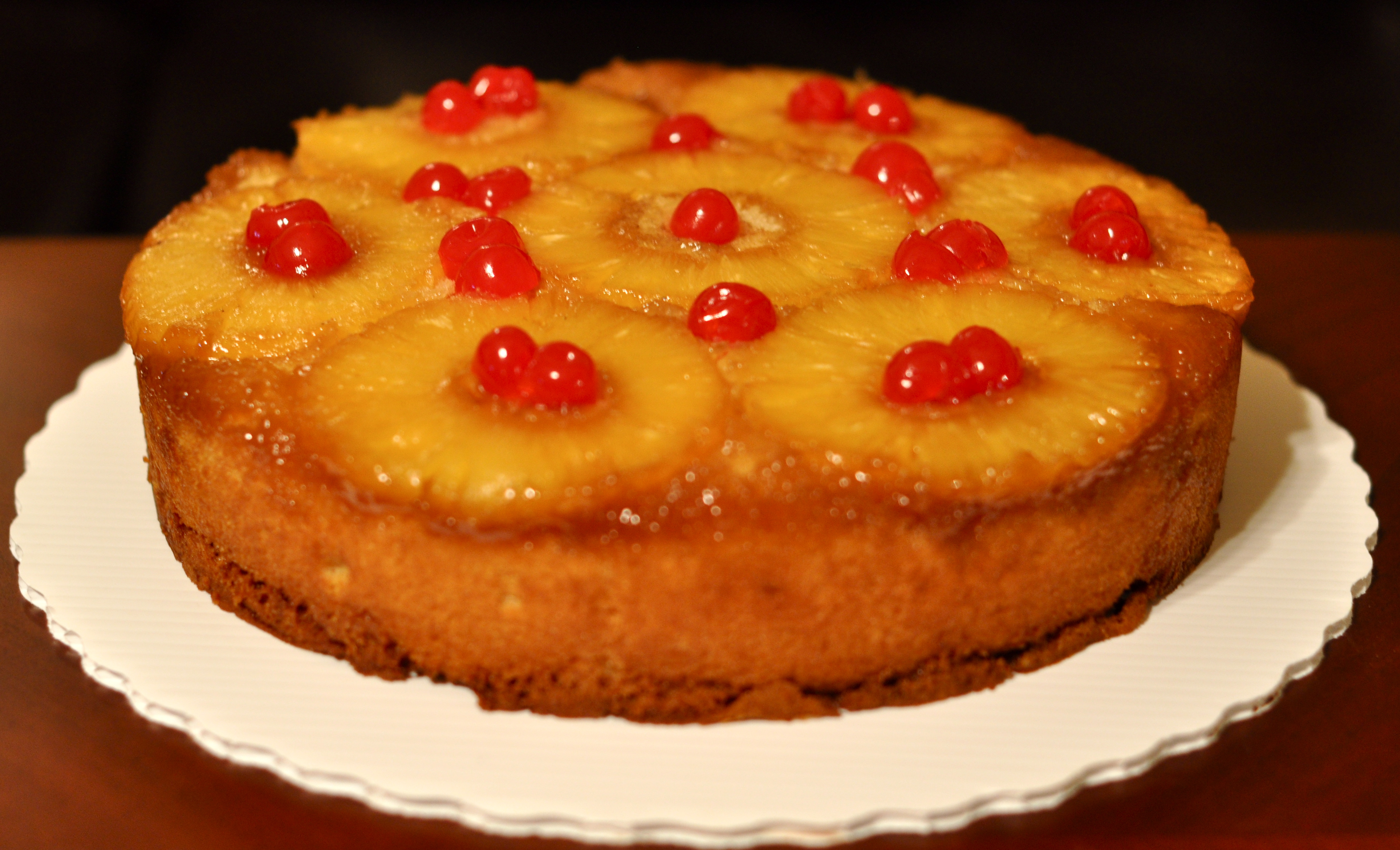
파인애플 업사이드다운 케이크
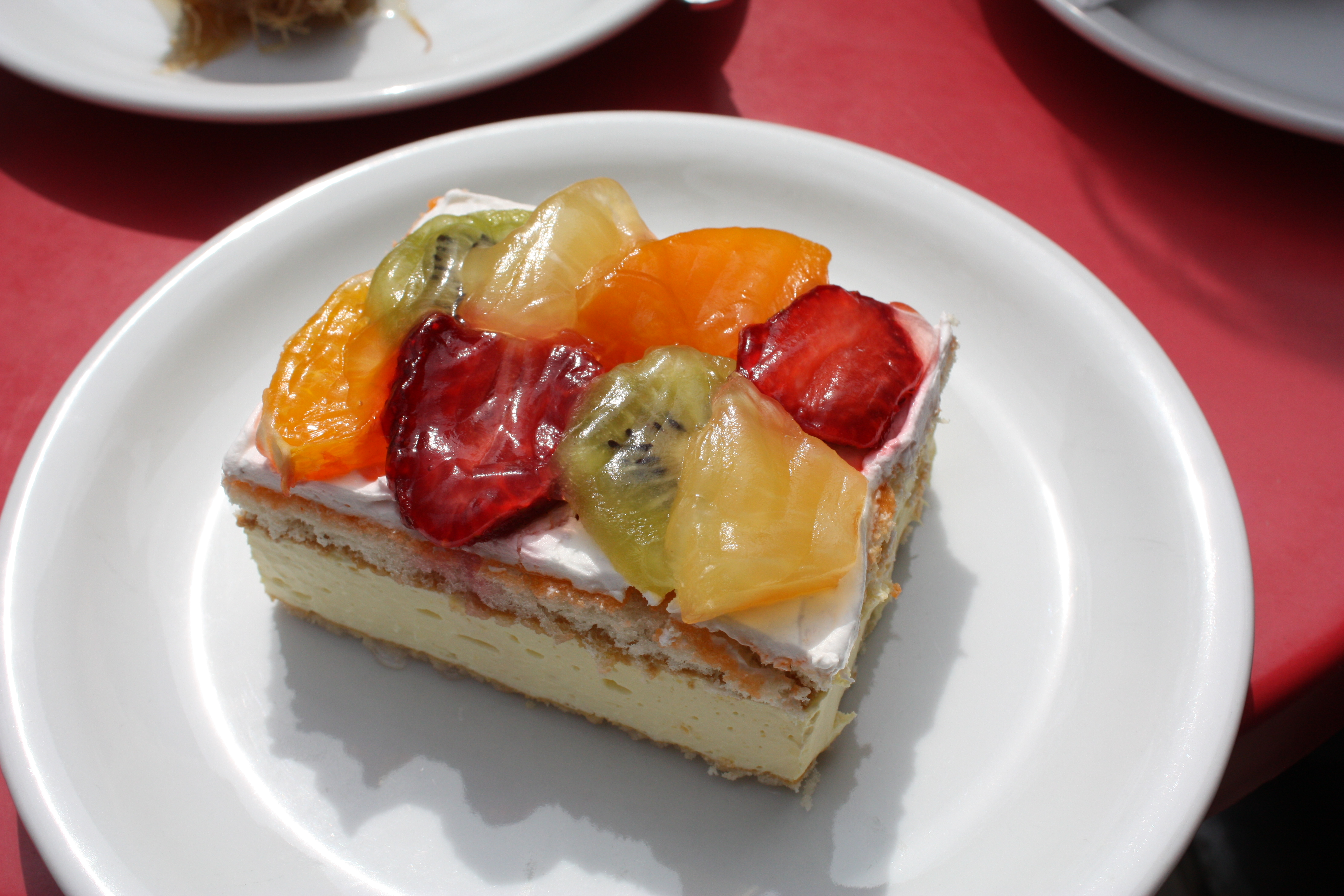
프루트 케이크
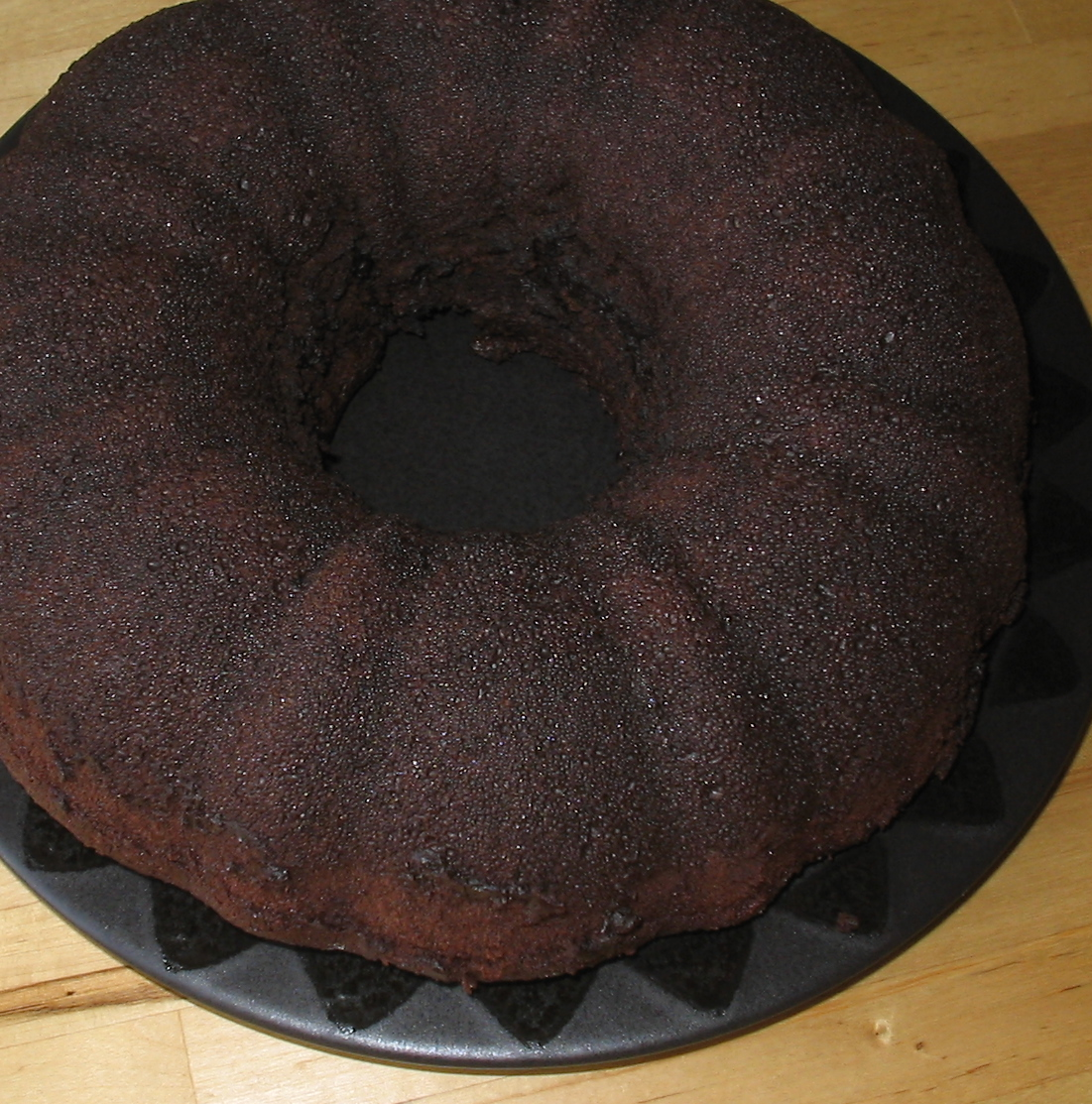
초콜릿 번트 케이크
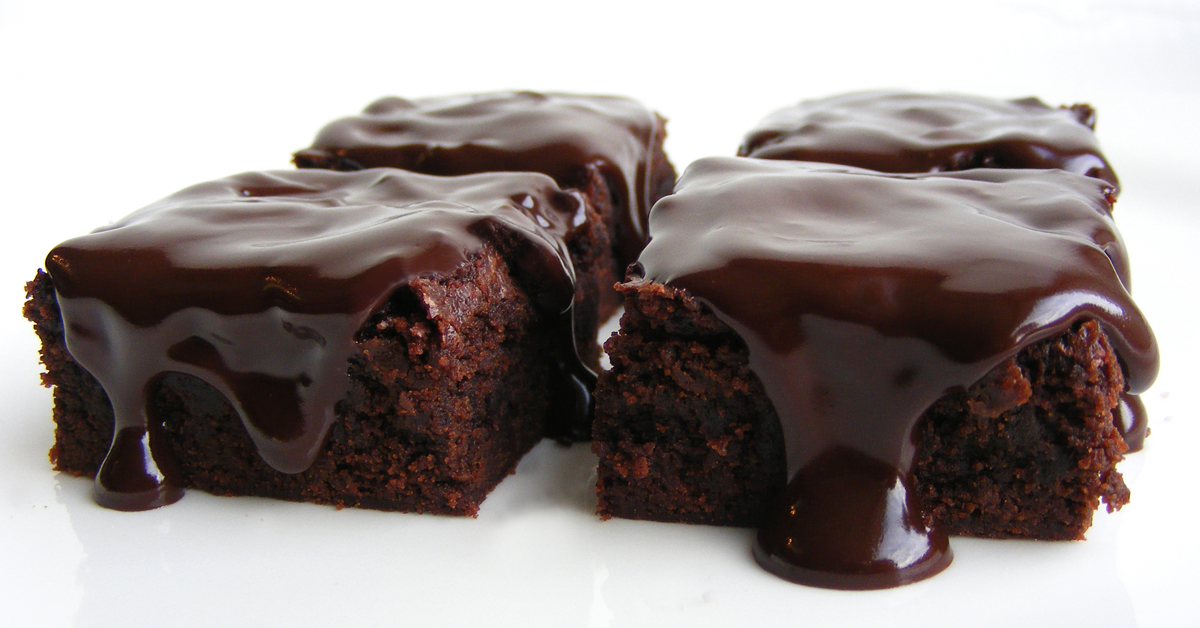
위스키 초콜릿 케이크
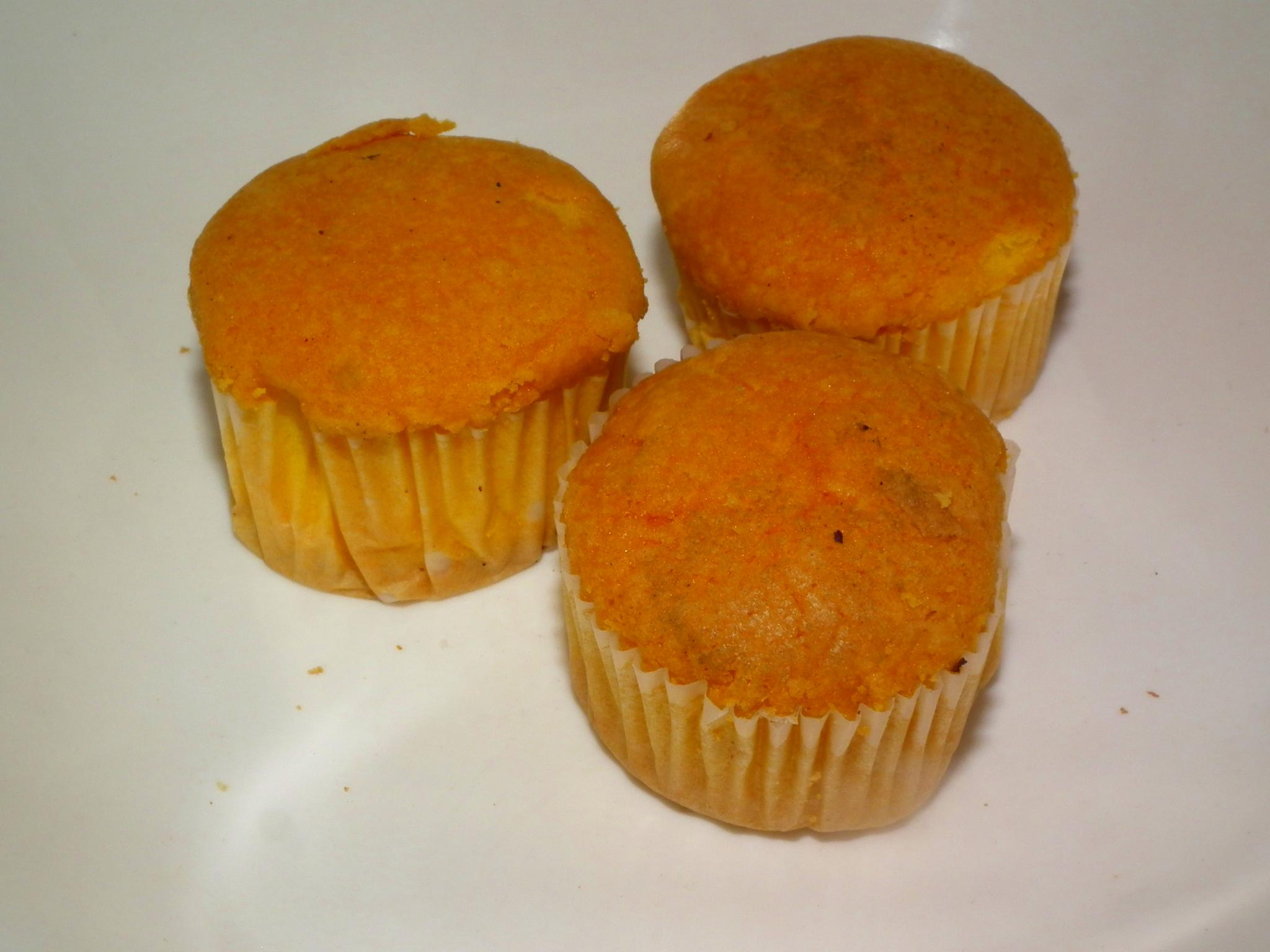
컵 케이크
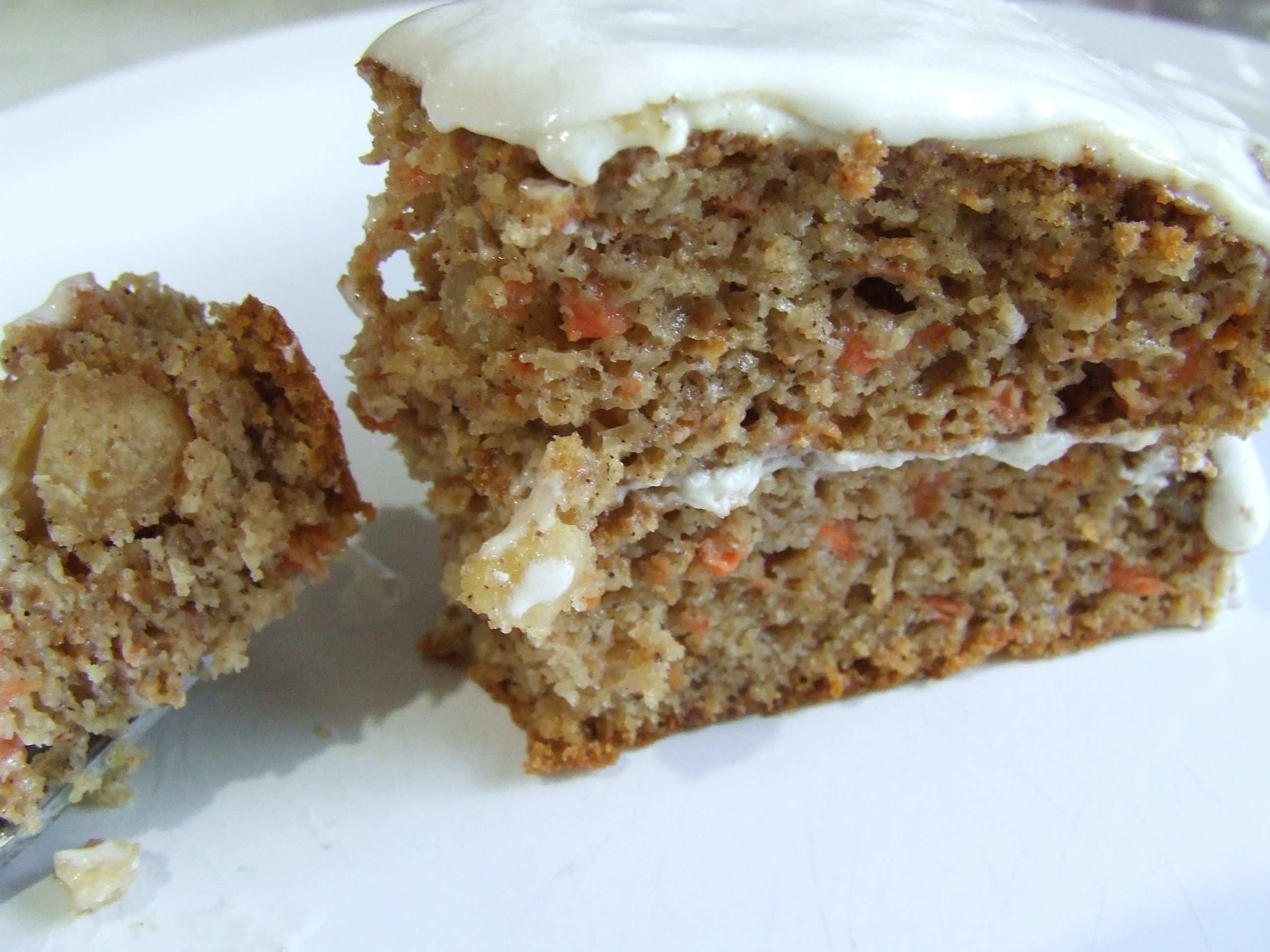
당근 케이크
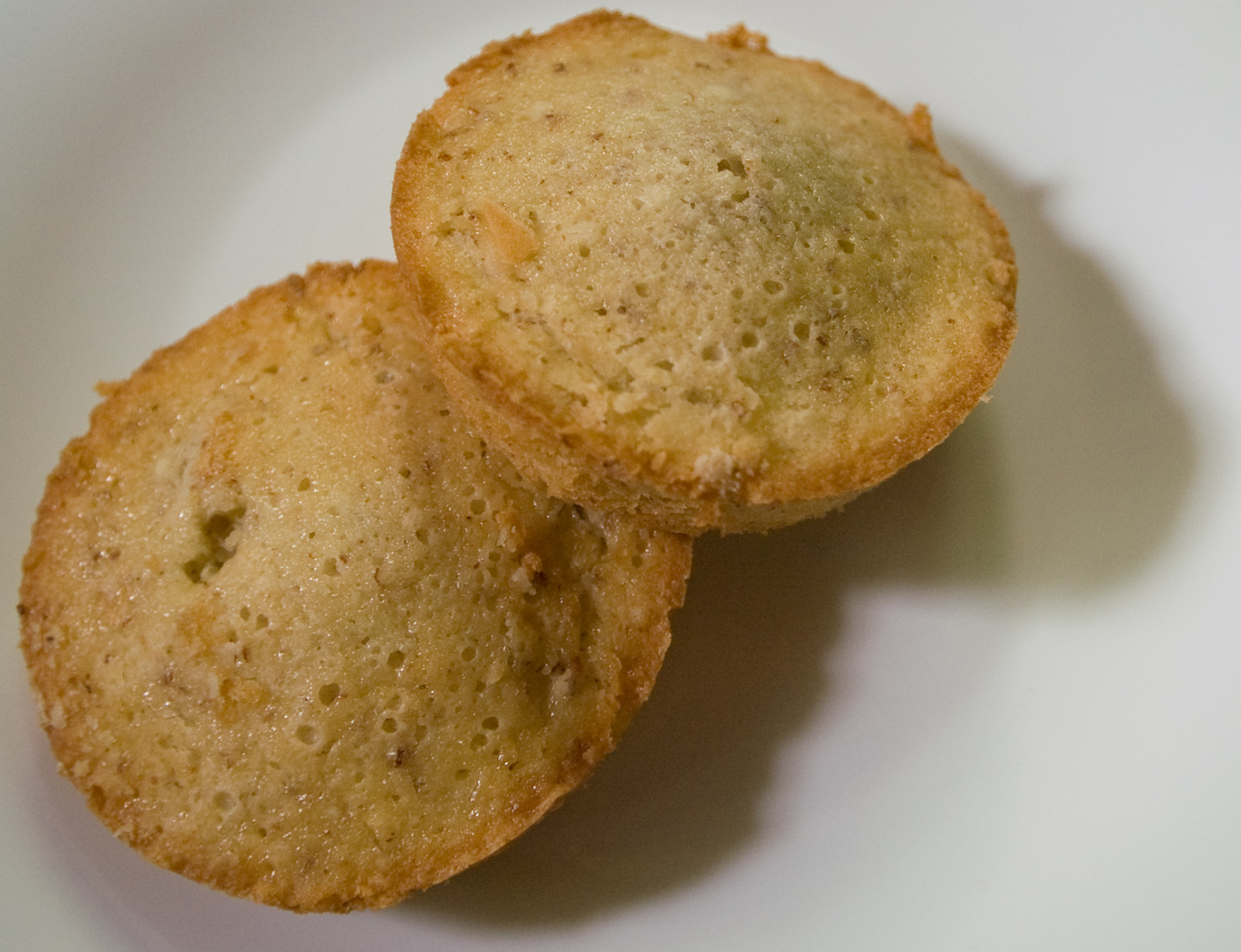
휘낭시에
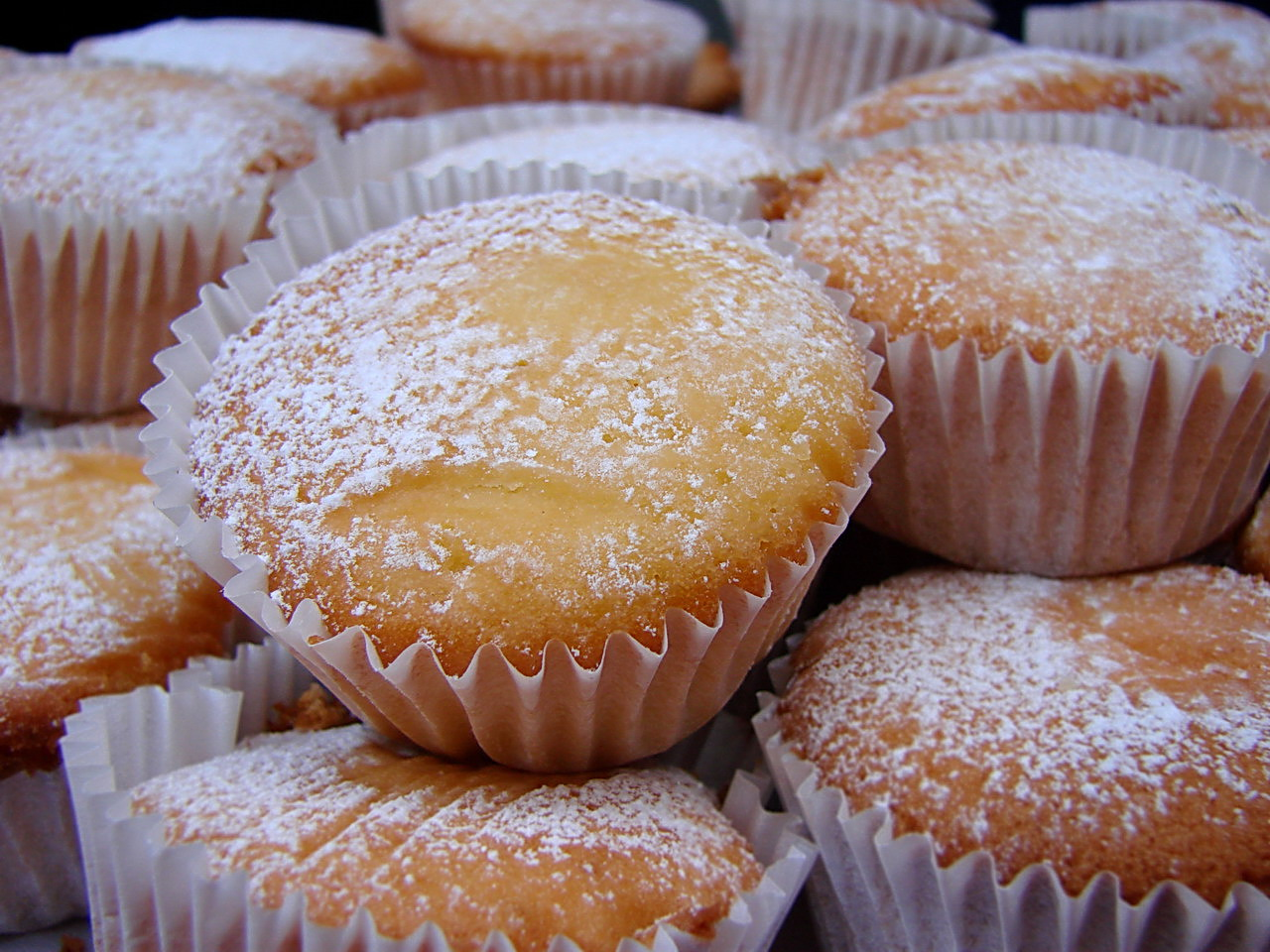
마들렌
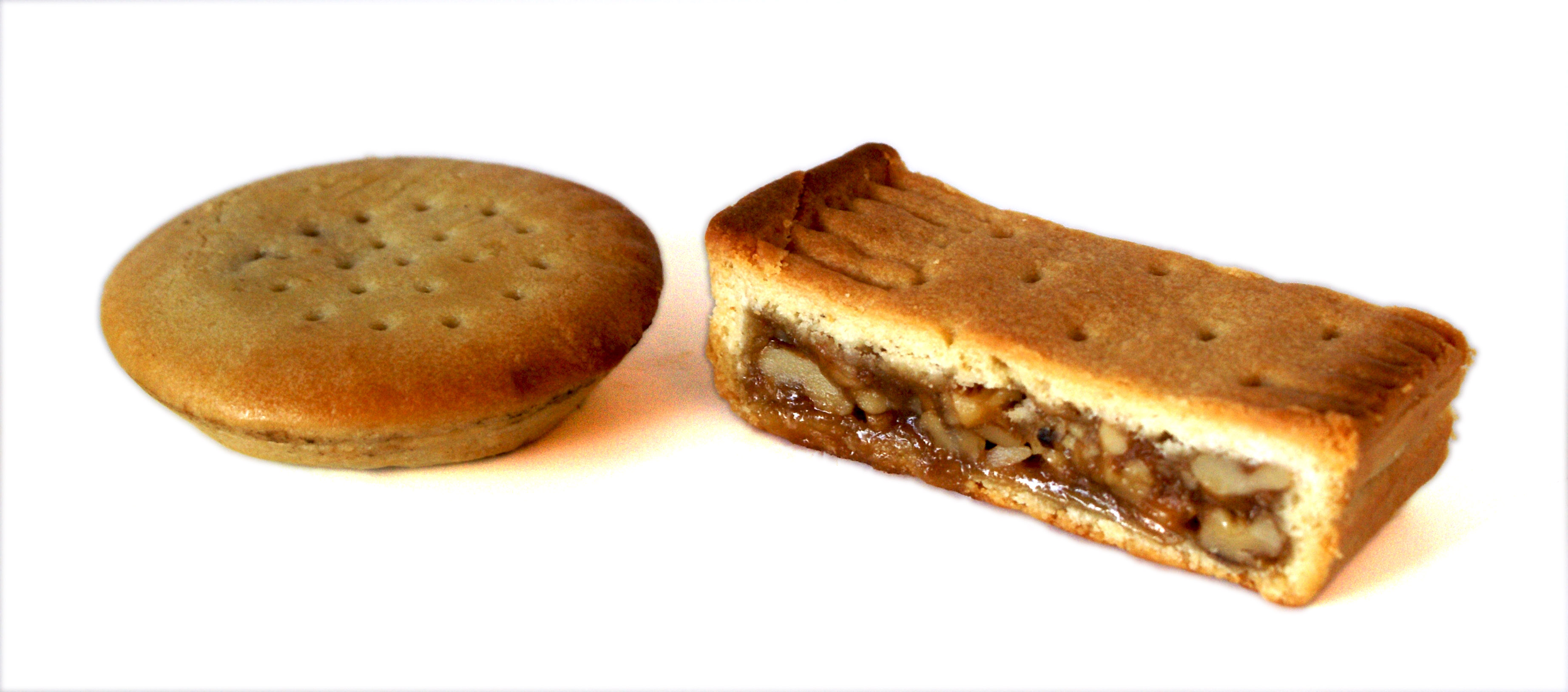
엥가디너
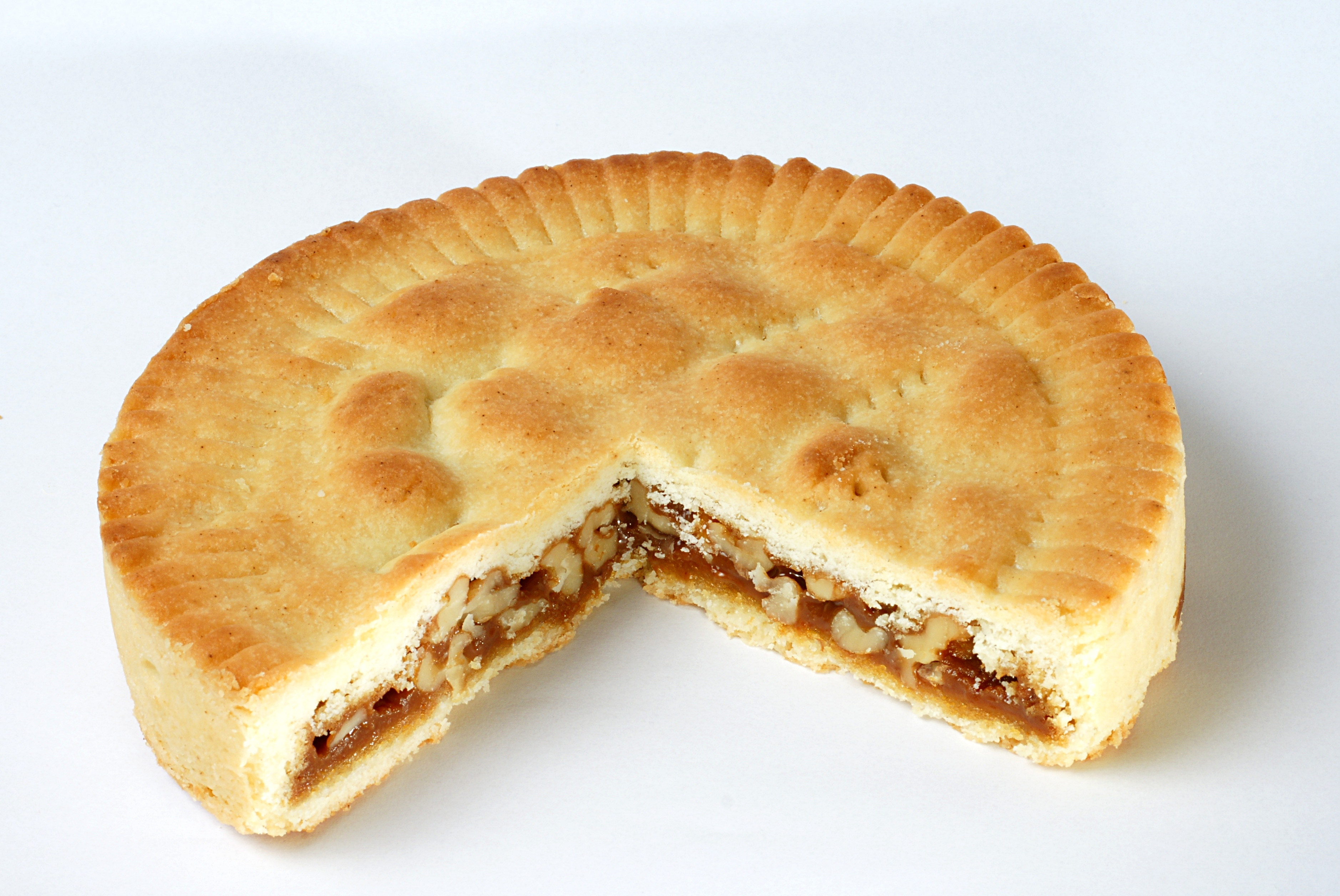
엥가디너2
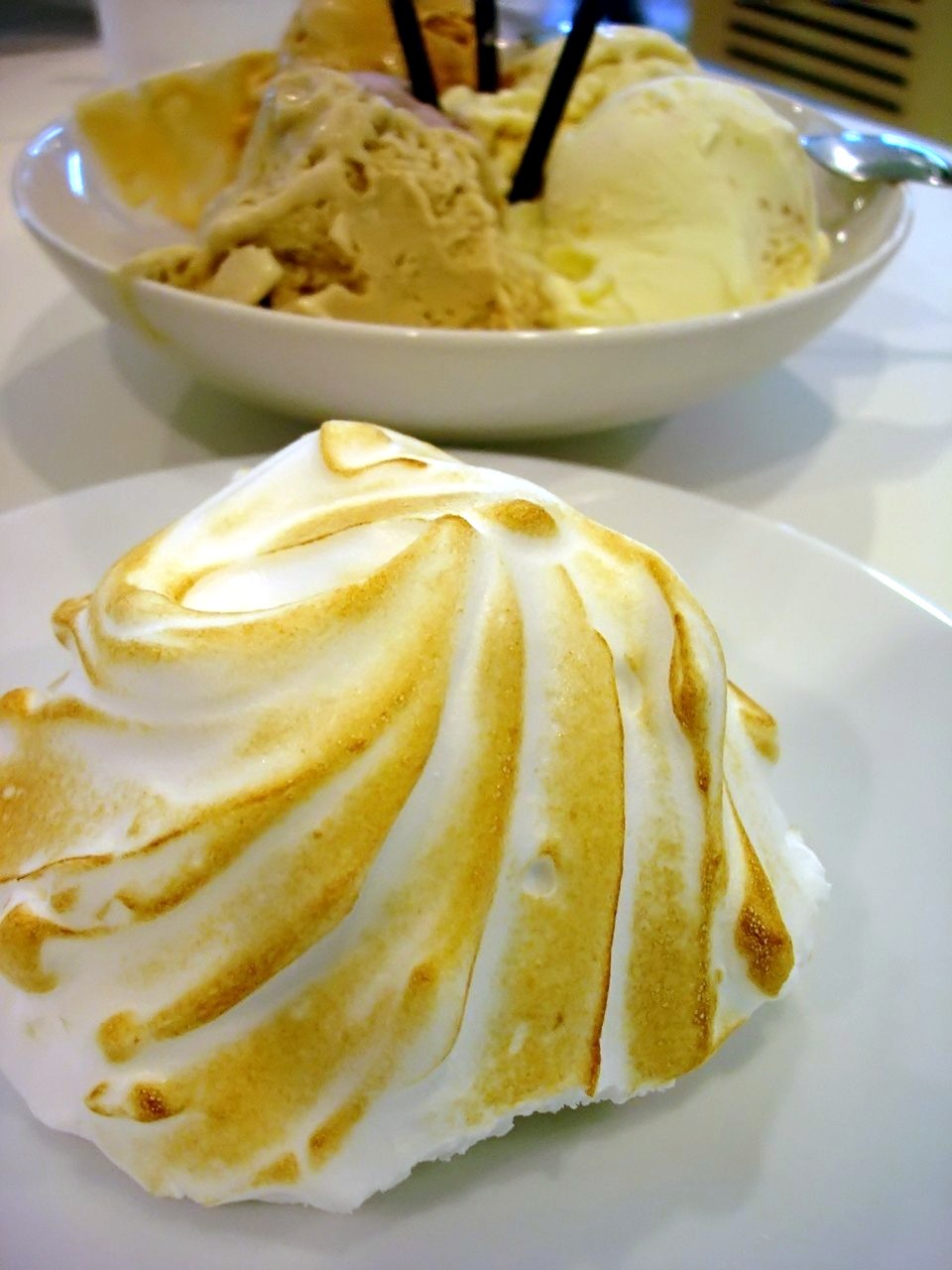
베이크트 알레스카
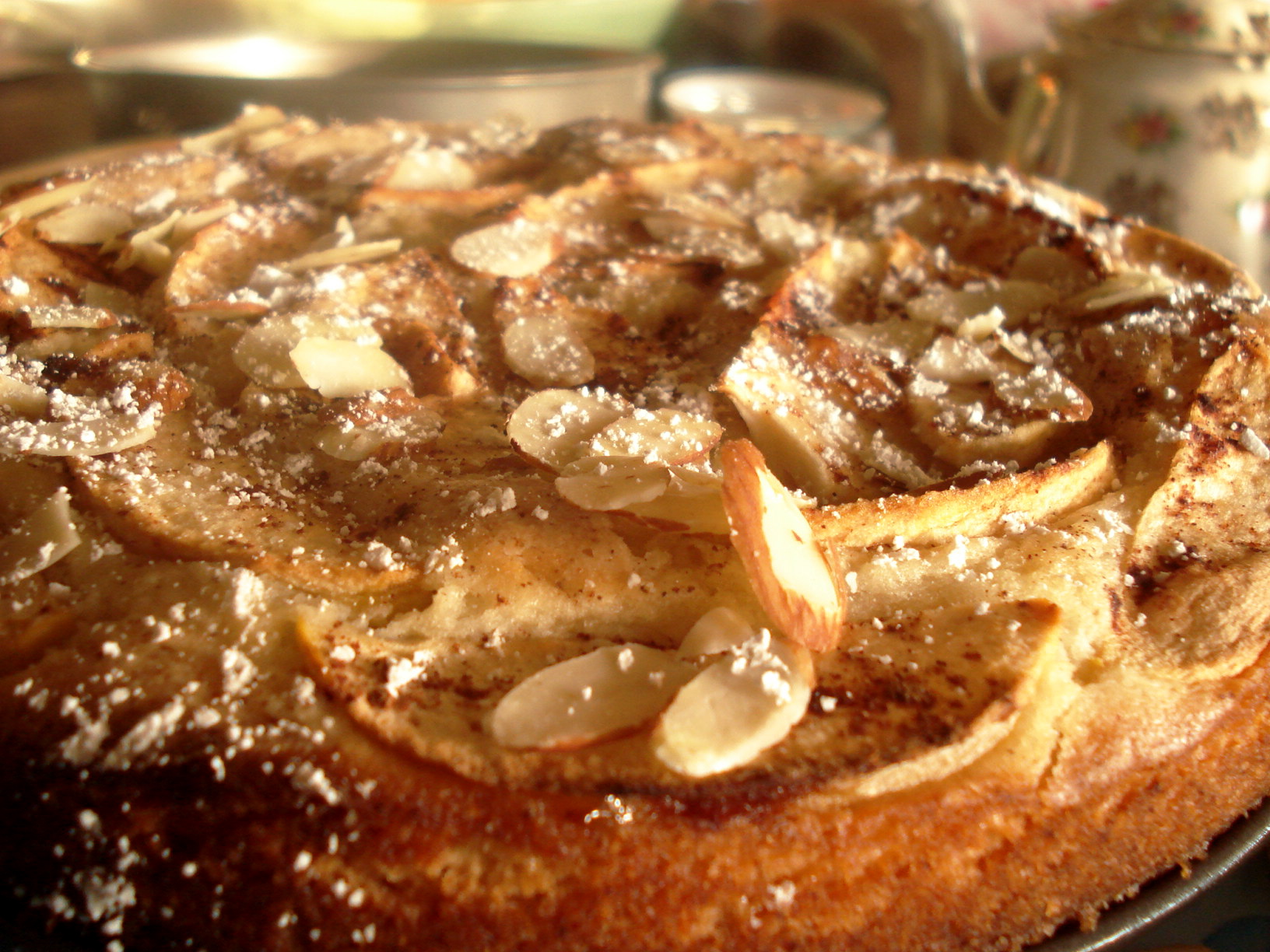
사과 토르테

## 새롭게 등장한 종류

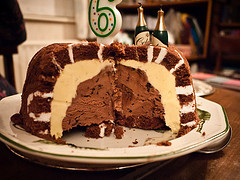
아이스크림 케이크

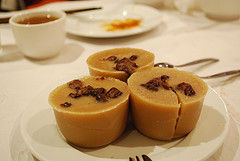
떡 케이크

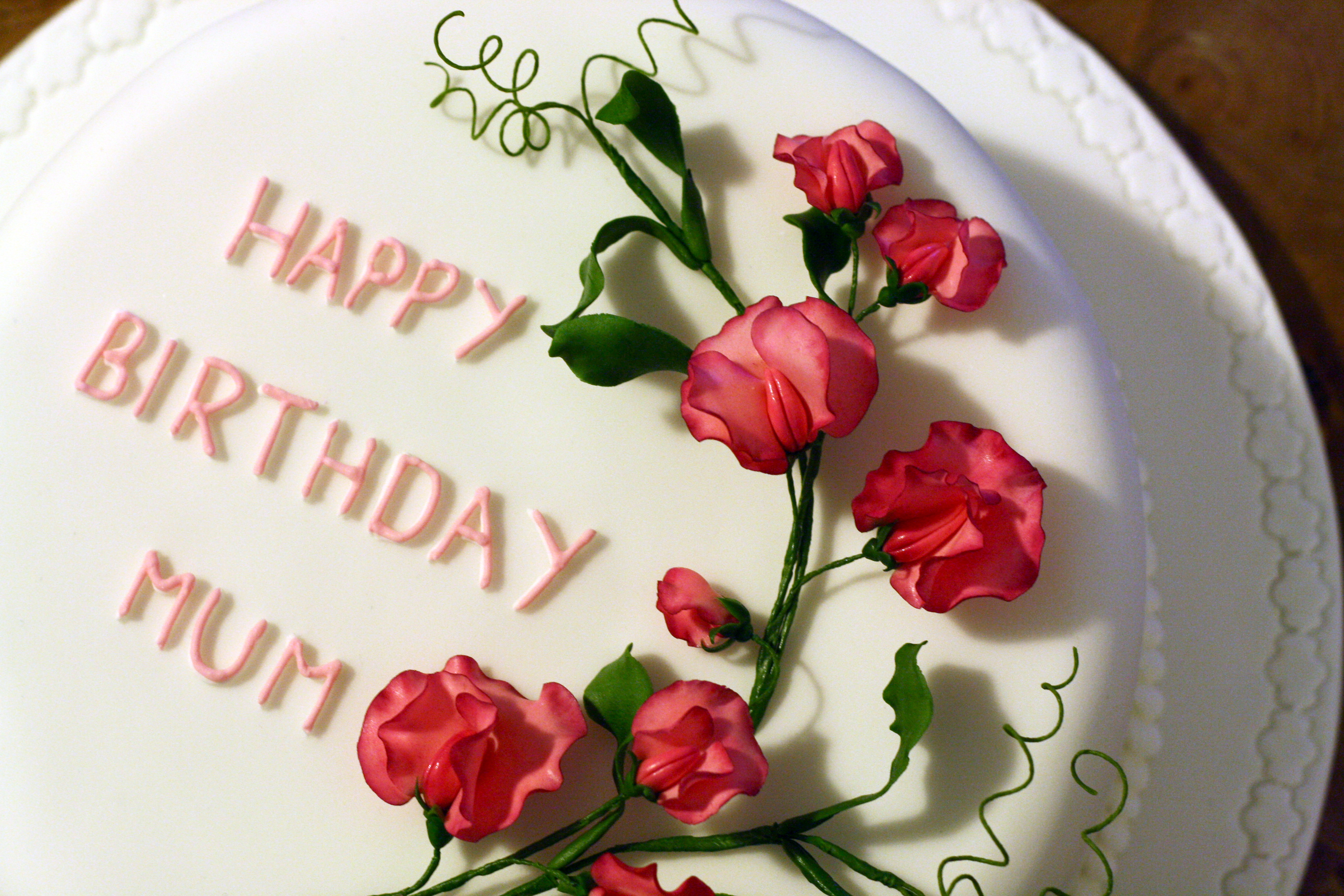
슈가크래프트 케이크

새롭게 등장한 케이크의 경우 밀가루가 아닌 다른 재료를 주재료로 하여 만든 케이크 종류를 중심으로 하여 분류하였다.

### 아이스크림 케이크
아이스크림 케이크(Ice cream cake)는 케이크 모양을 한 아이스크림 혹은 한 고형체를 이루기 위해 케이크와 아이스크림을 섞어 만든 것을 말한다. 아이스크림 케이크에 대한 아이디어는 트리플이라고 불리던 케이크와 크림 및 쿠키를 섞어 만든 먹거리에서 나왔다. 이는 르네상스 시대에 탄생한 것이었다. 아이스크림 케이크는 생일이나 크리스마스 케이크 대용으로 사용되기도 한다. 한국에서는 배스킨라빈스라는 아이스크림 전문 브랜드에서 처음 도입되었으며, 최근에는 다양한 아이스크림 전문 매장에서 판매되고 있다.

### 떡 케이크
떡 케이크(Tteok Cake, Big Rice Cake 등)는 한국 고유의 전통 음식인 떡을 이용하여 만든 케이크의 종류 중 하나이다.
떡 케이크가 언제 어떠한 연유로 만들어지기 시작했는 지에 대해서는 정확한 유래를 알기는 어려우나, 1980년대 후반부터 시작된 쌀의 재고문제를 해결하기 위한 쌀 소비 촉진 운동 중 만들어지기 시작했을 것으로 추측된다. 또한 1990년대 초반 고유의 떡 문화를 되살리기 위한 방안 중의 하나로도 떡 케이크가 이용되었다. 현재 떡 케이크는 다양한 떡 판매 전문점에서 판매되고 있다.

## 데코레이션 케이크

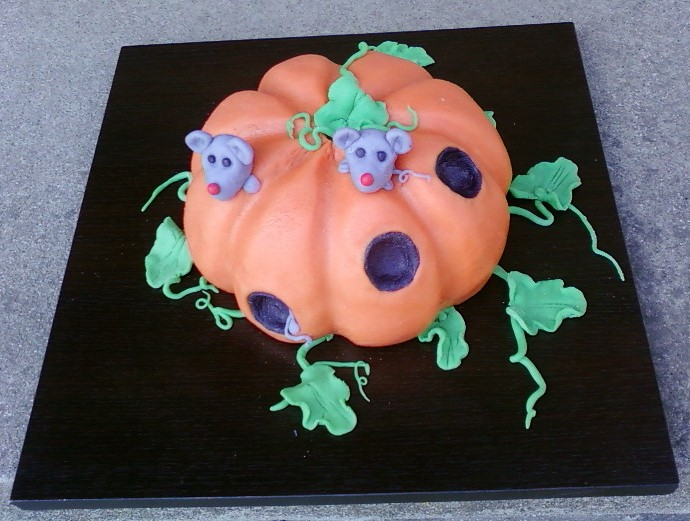
호박 모양의 데코레이션 케이크의 모습.

데코레이션 케이크란 구워진 빵에 생크림 따위로 표면을 매끄럽게 만드는 과정을 끝낸 케이크에 색을 입히거나, 짤주머니를 이용해 케이크 표면에 문양을 만들고 갖가지 장식물로 꾸미는 일을 의미한다.

### 데코레이션 재료[14]
- 크림

- 버터크림: 케이크 표면을 아이싱하거나 장식할 때 주로 사용하는 크림으로 각종 부재료를 첨가하여 맛과 향을 변화시킬 수 있다.
- 가나슈: 끓인 생크림에 초콜릿을 더한 크림이다.
- 생크림: 우유의 지방분을 분리해 만든 크림, 케이크의 아이싱, 장식 등에 쓰이기도 하고 무스를 만들 때 쓰이기도 한다.
- 샤워크림: 생크림을 자연적으로 발효시켜 만든 크림. 부드럽고 새콤한 맛이 나서 치즈 케이크를 만들 때 쓰인다.
- 아몬드크림: 아몬드 파우더나 페이스트 상태의 아몬드를 사용해 만드는 크림으로 주로 필링으로 쓰인다. 프랑스어로 크렘 다망드(Creme d'amande)라고도 불린다.
- 커스터드 크림: 커스터드라는 과자가 커스터드 푸딩과 커스터드 소스로 발전하는 과정에서 생긴 크림. 우유와 달걀을 주재료로 해 만들어진다.
- 치즈 크림: 버터, 달걀, 우유, 커스터드 크림 등과 치즈를 섞어 만드는 크림이다.
- 머랭(Meringue)

주로 흰자를 이용하여 설탕과 함께 거품을 내어 만든 반죽이다. 머랭의 종류에는 일반적으로 사용되는 머랭과 이탈리안 머랭, 불에 가열하는 머랭, 스위스 머랭 등이 있다.
- 초콜릿

- 카카오 마스: 버터 초콜릿이라고도 하는데 보통 초콜릿보다 더 쓴 초콜릿이다.
- 카카오 버터: 커버추어를 좀더 매끄럽게 하고 싶을 때나 가나슈 크림을 만들 때 부드럽고 풍부한 맛을 내기 위해 버터 대신 넣기도 한다.
- 다크초콜릿: 카카오 버터를 일정량 함유하고 있는 카카오 마스에 추가적인 카카오 버터를 첨가했기 때문에 유지함량이 좀더 높고 유동성이 좋으며 카카오 풍미도 강하다.
- 밀크초콜릿: 다크 초콜릿의 구성 성분에 전지분유를 더한 것이다. 부드럽고 풍부한 맛이 특징이다.
- 화이트초콜릿: 초콜릿을 만들 때 초콜릿 특유의 다갈색을 내는 카카오 고형분을 뺀 나머지만으로 만들어진 것이다.
- 커버처 초콜릿: 초콜릿의 원료이다. 초콜릿 맛이 나는 반죽을 만들거나 완성된 케이크를 코팅 혹은 장식할 때 쓰인다.
- 코코아 파우더, 가나슈용 초콜릿, 코팅용 초콜릿 등
- 기타 아이싱 재료

- 화이트 퐁당(Fondant): 미리 만들어 두고 필요할 때마다 중탕하여, 제품의 윗면에 코팅 장식하기 위해 사용한다. 과일향이나 커피, 초콜릿 등을 녹여서 첨가하기도 한다.
- 로열아이싱(Glace royale): 로열 아이싱은 각종 과자를 코팅하거나 장식 케이크, 세공 케이크 등을 만드는 크림이다. 파이제품에 묽게 코팅하여 굽기도 한다.
- 워터 아이싱(Glace l’ eau): 분설탕을 물에 녹인 것으로 과자의 표면이나 미국식 도넛의 표면에 발라 얇은 설탕막을 씌우기 위해 사용하는데, 주로 당도가 포함된 광택제로 사용한다.
- 기타 공예용 반죽

- 마지팬(Marzipan): 마지팬은 아몬드 페이스트를 설탕과 혼합해 만든 반죽이다. 프랑스어로는 파츠라망드(P te d mands)이라고 한다.
- 슈(Choux): 슈는 프랑스어로 양배추라는 뜻이다. 구워진 상태의 외형이 마치 양배추와 같은 모양이라 해서 붙여진 이름이다.
- 떡(운빼이): 반죽, 슈거 페이스트(Sugar paste), 마카롱(Macaroon), 검 페이스트(Gum paste) 등이 있다.
- 기타 장식물

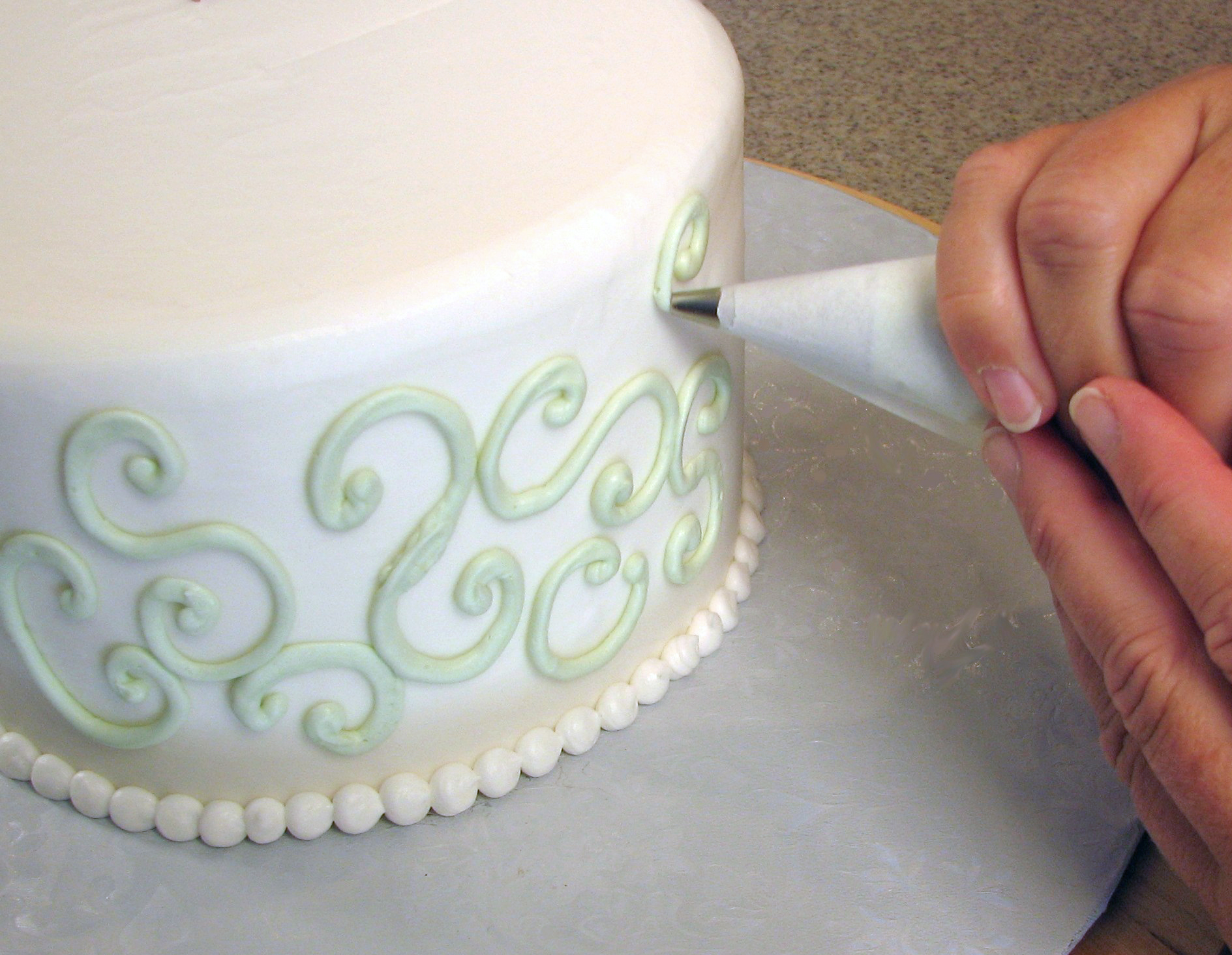
스프링클(Sprinkle): 여러 가지 색을 띠는 작은 알갱이 모양 혹은 별, 하트와 같은 여러 가지 모양의 설탕과자이다. 케이크 위를 장식할 때 사용한다. ‘뿌리다’는 뜻의 영단어에서 그 이름이 유래했다.
- 마라시노 체리: 꼭지가 있는 장식용 체리로서 단 맛이 난다.
- 케이크 데코레이션(버터크림)
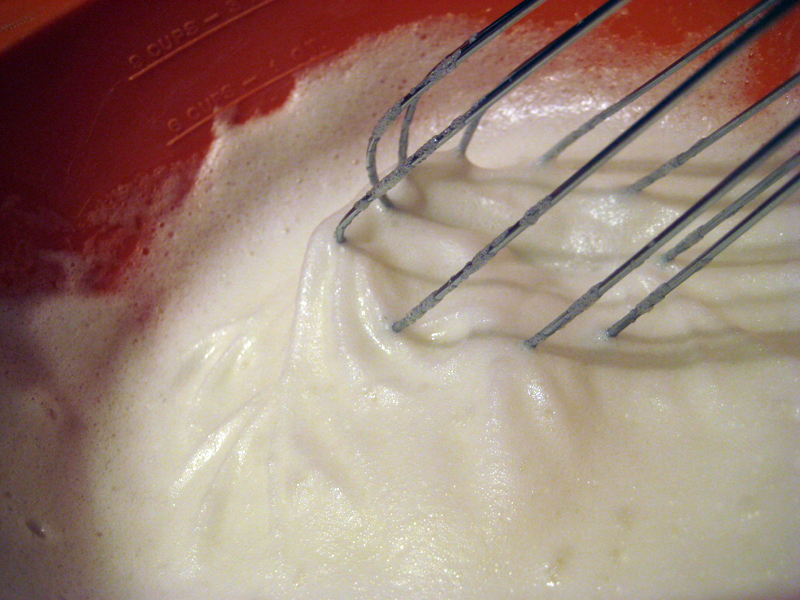
머랭을 만드는 과정
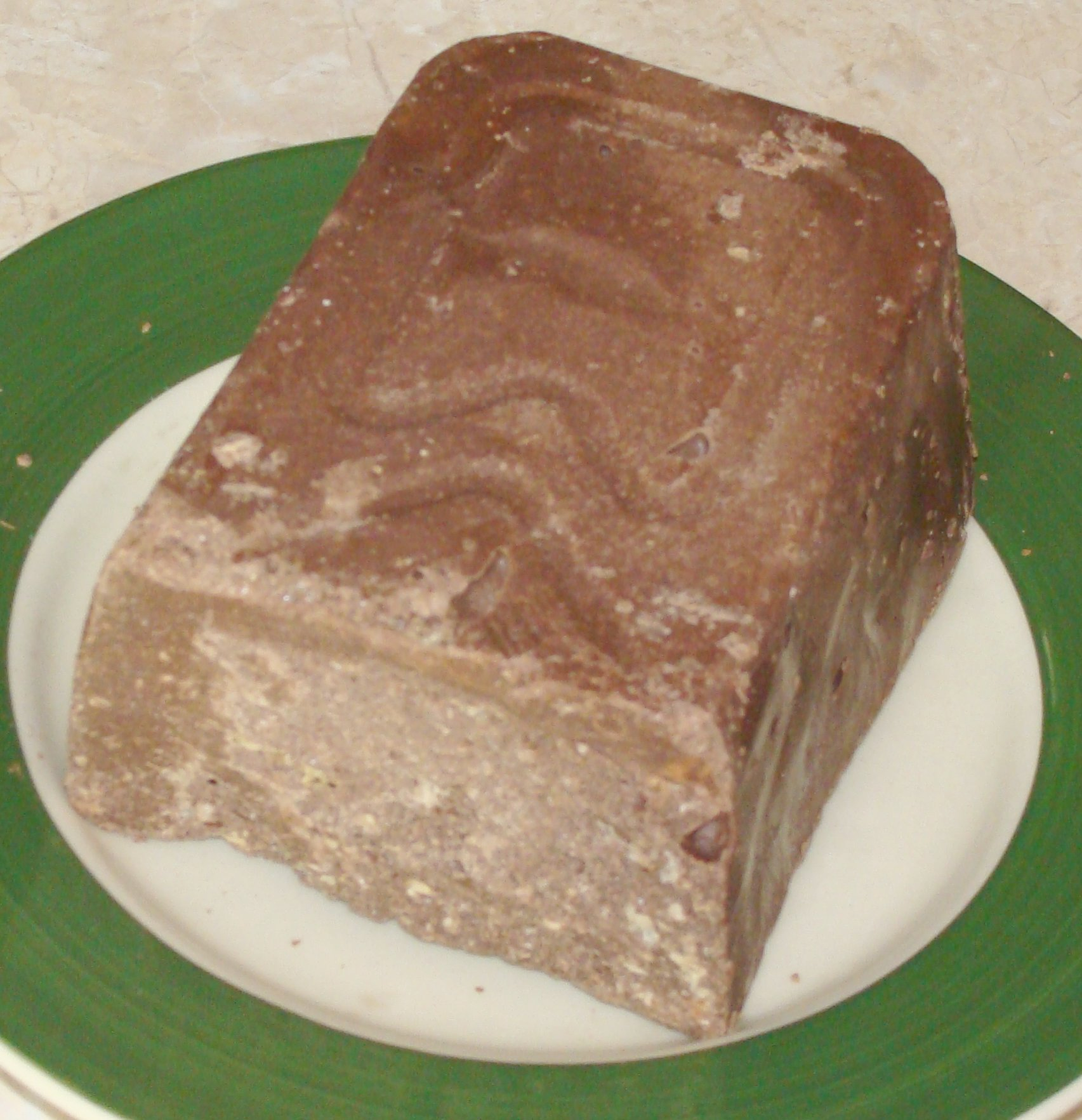
커버처 초콜릿
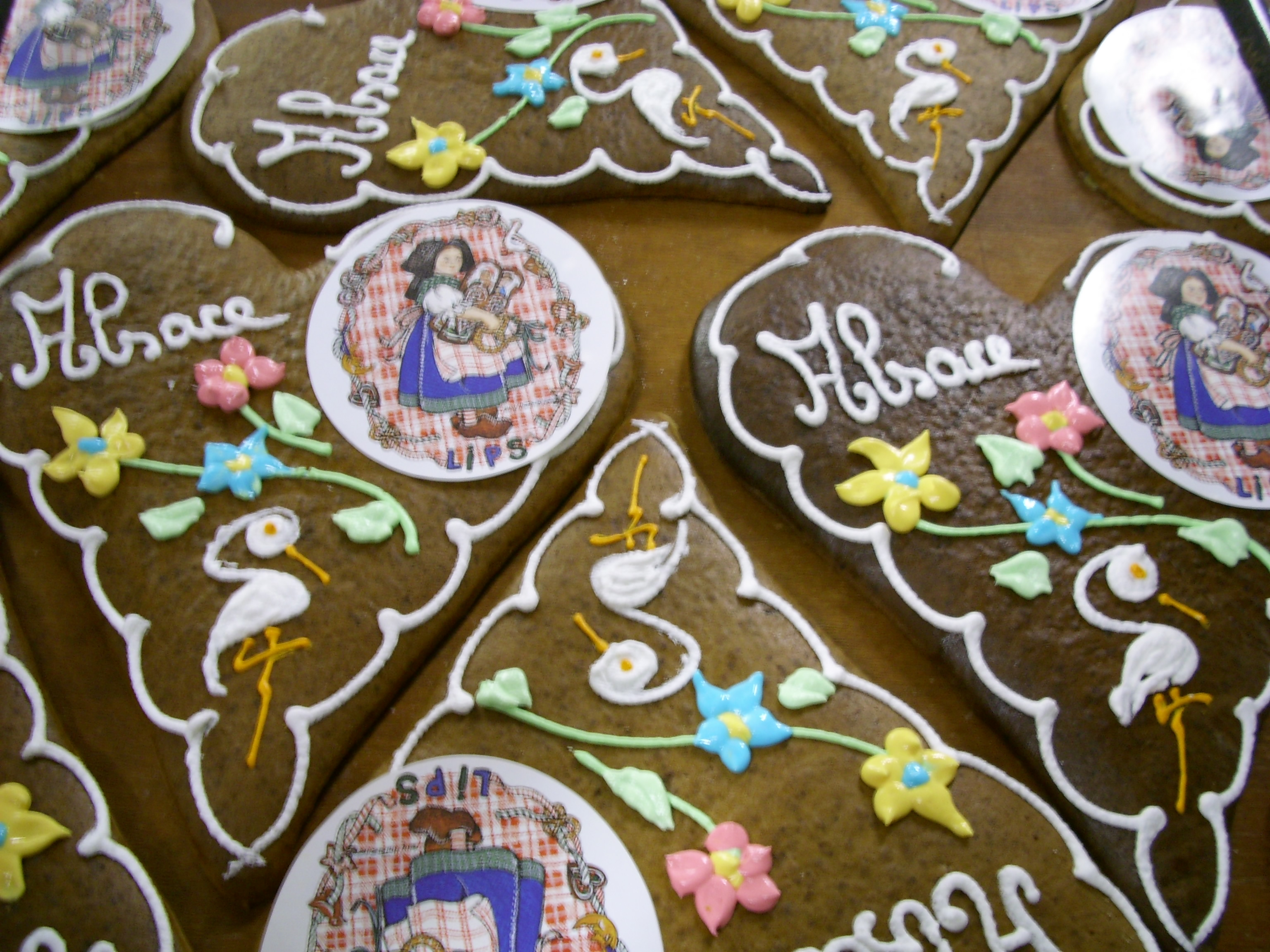
쿠키 위를 장식한 로열아이싱
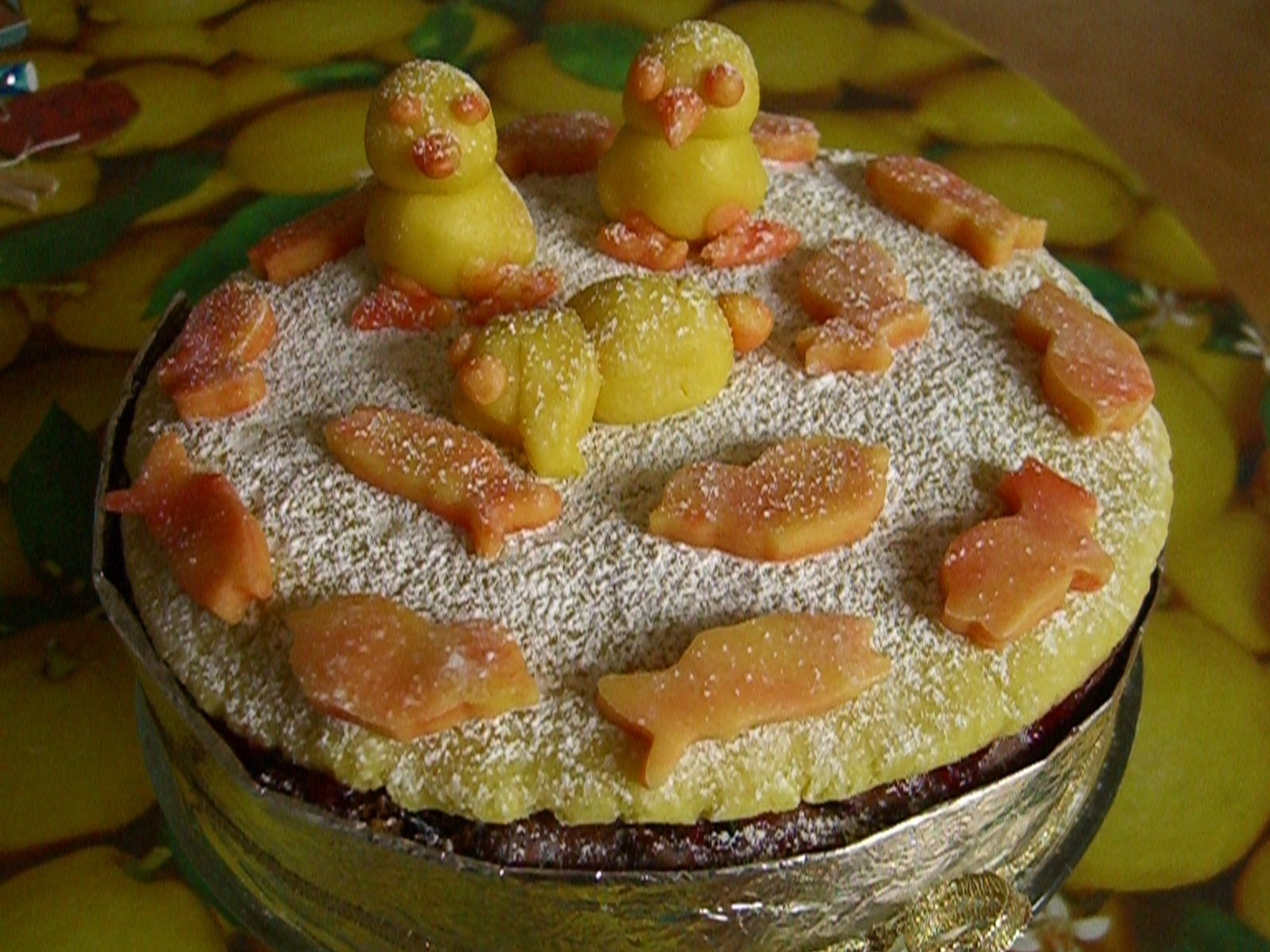
병아리 모양 마지팬을 올린 케이크
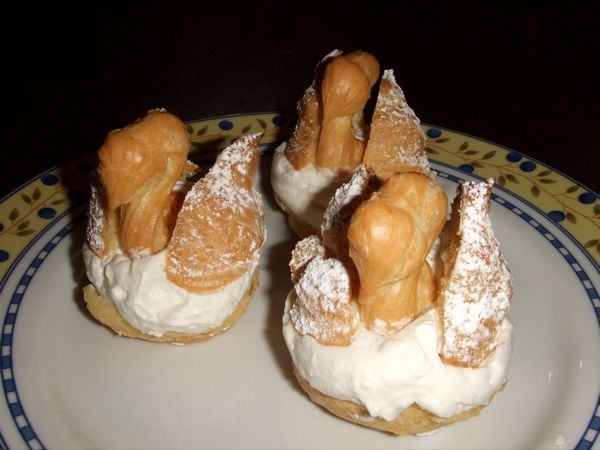
백조 모양으로 장식한 슈
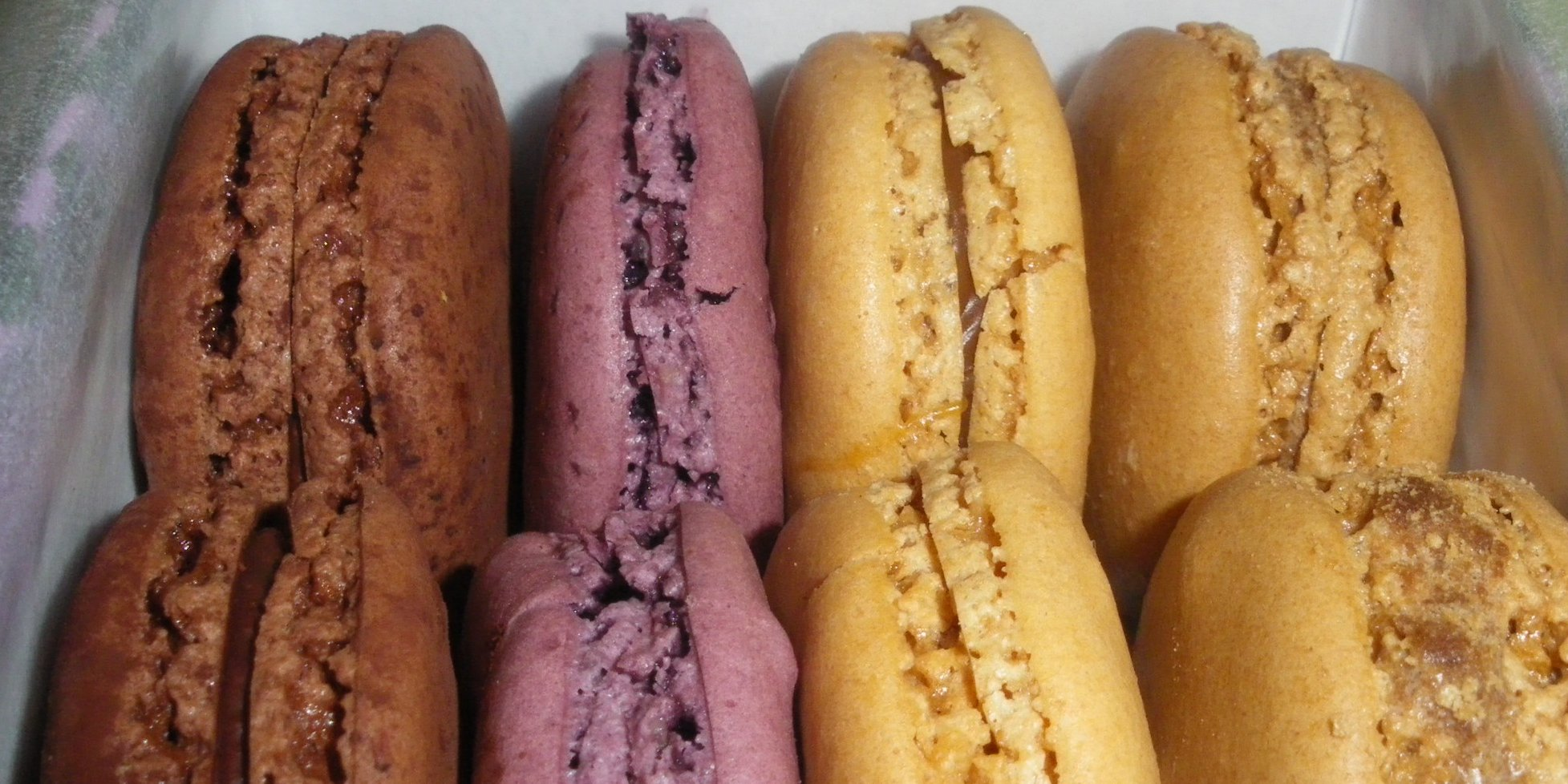
마카롱
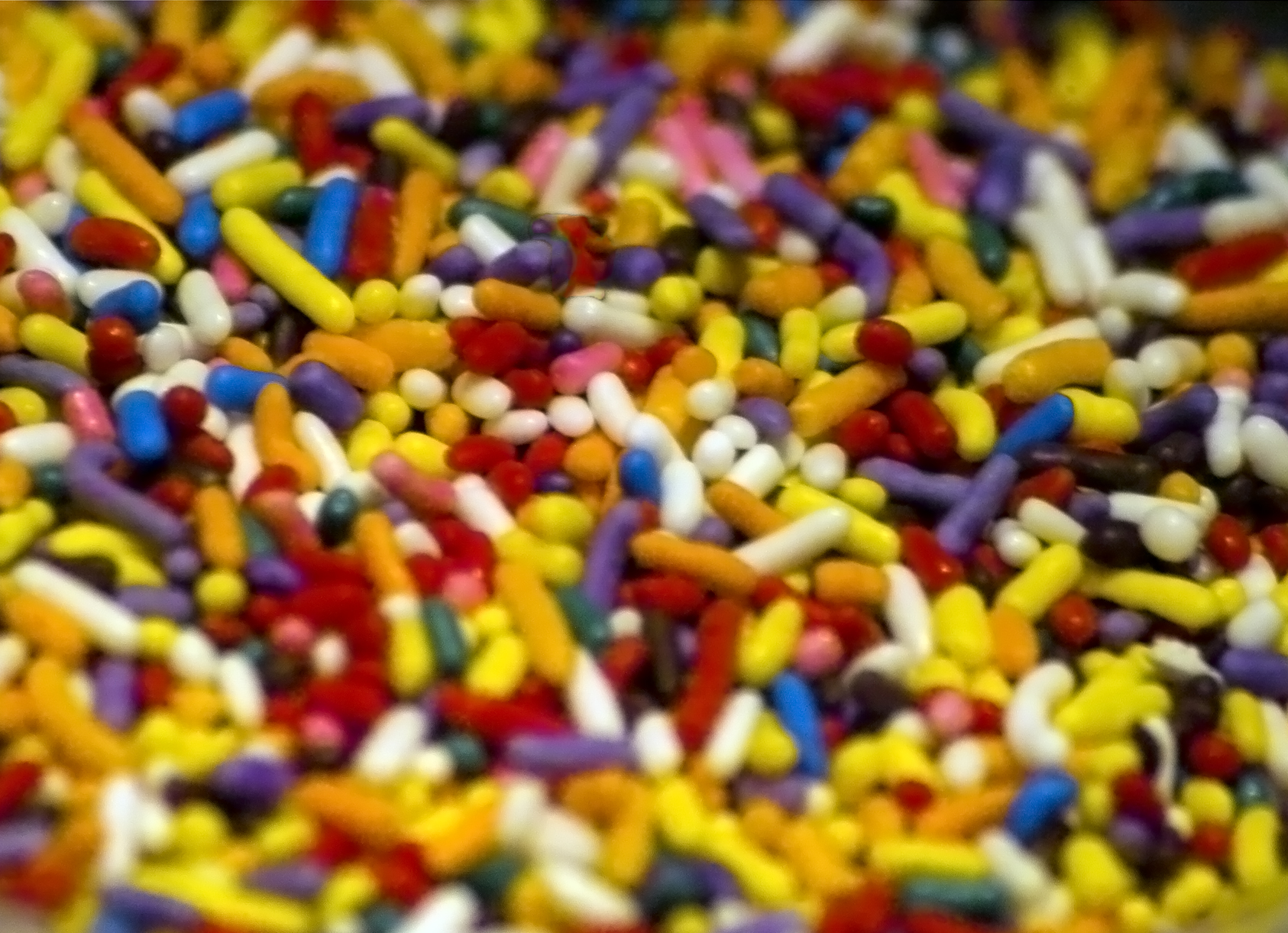
레인보우 스프링클
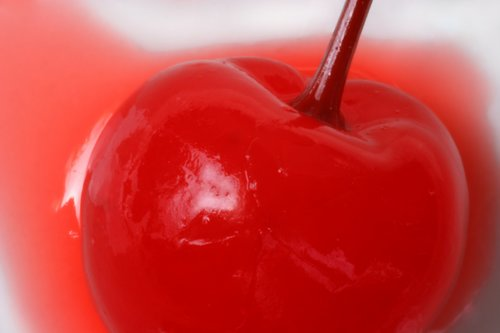
마라시노 체리

## 관련 용어

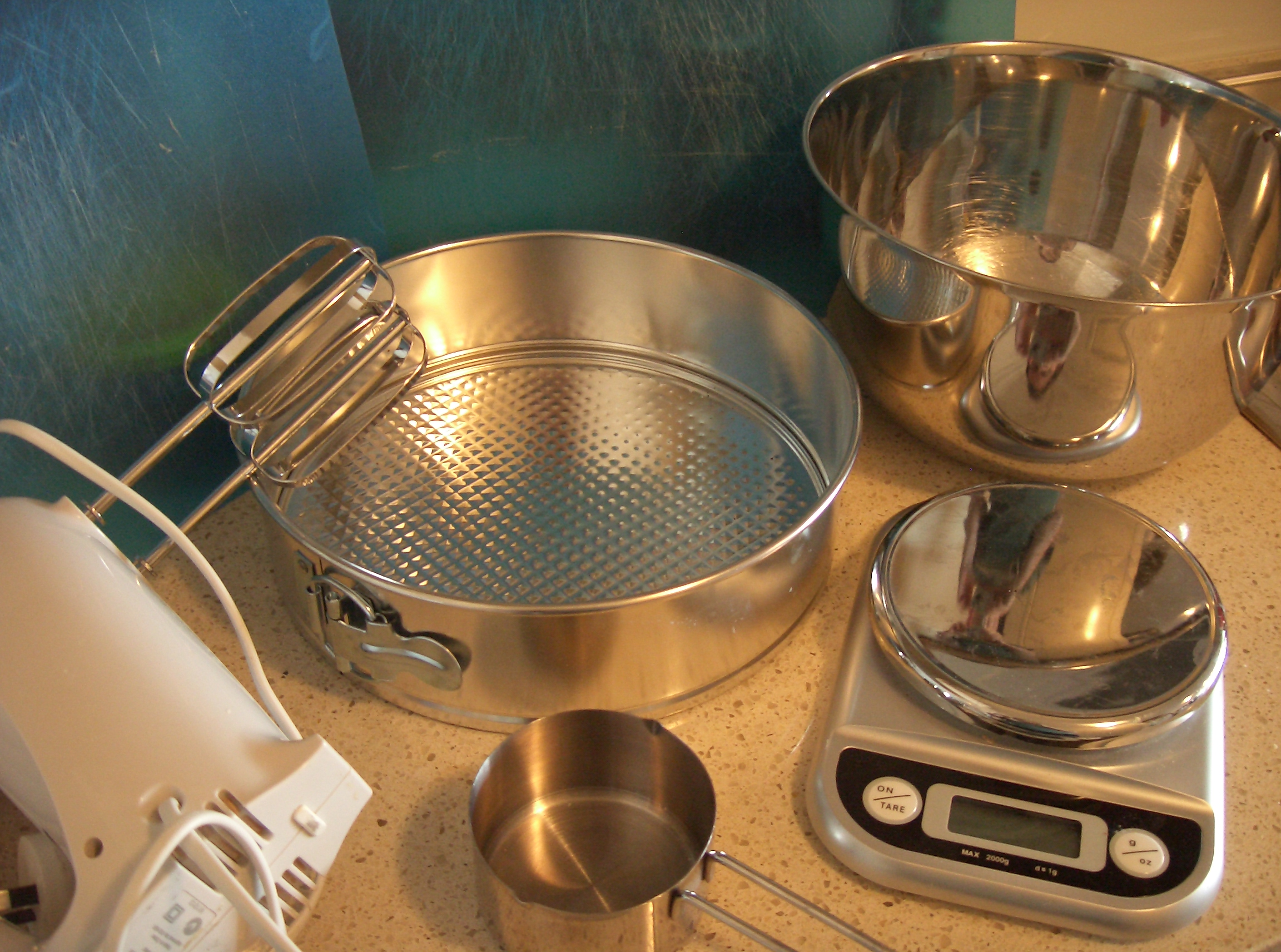
케이크를 만드는 기본 도구들

### 도구

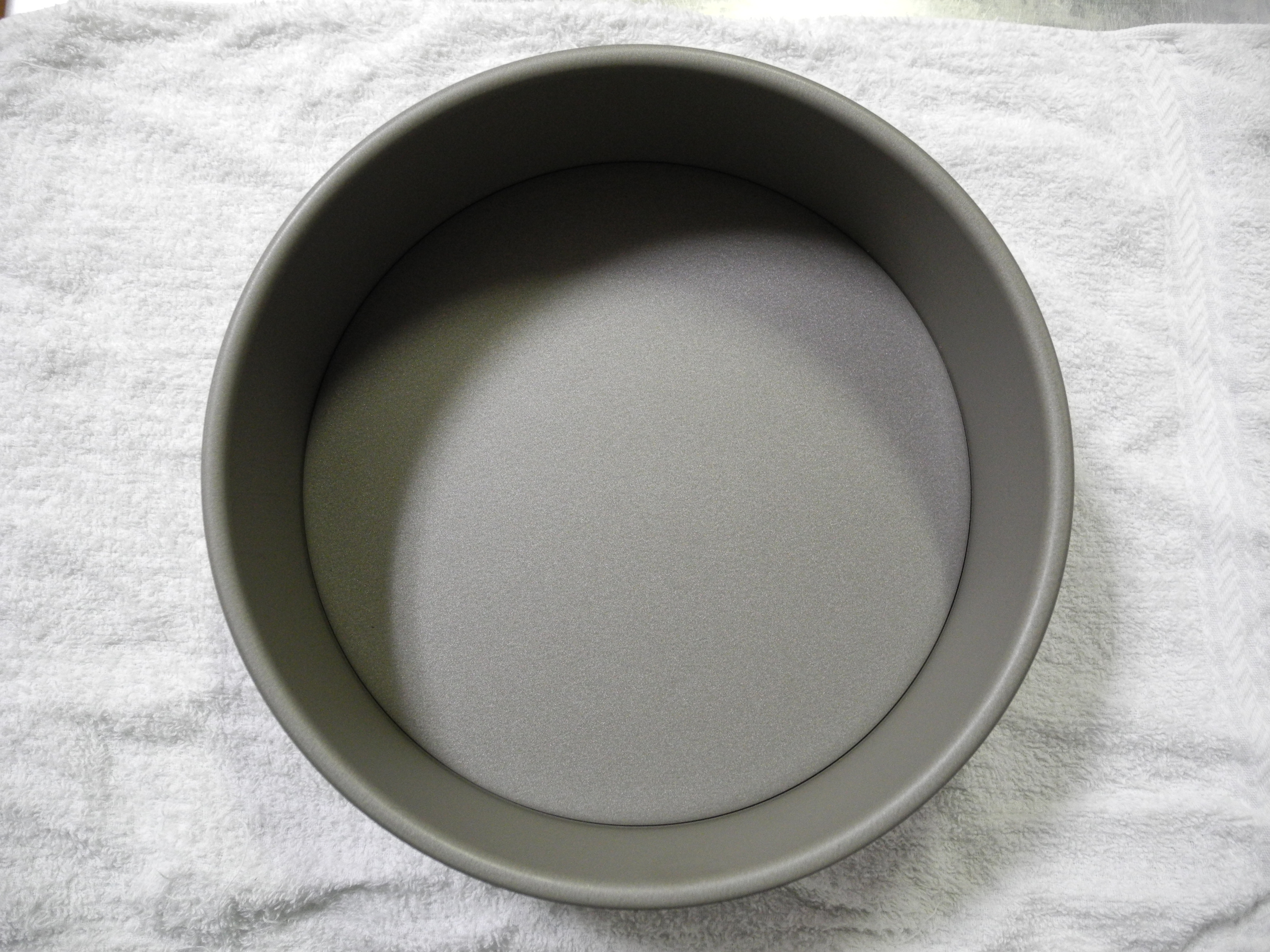
케이크 팬: 쿠키나 빵을 구울 때 사용하는 베이킹 팬의 일종으로서 케이크를 구울 때 사용하는 전용 팬이다. 원형, 직사각형, 정사각형 등 다양한 모양에 따라 분류하기도 하고 번트 팬, 튜브 팬, 쇼트케이크 팬 등 만드는 케이크의 종류에 따라 분류하기도 한다. 케이크를 굽는 틀이라는 뜻의 cake tin이라고도 불린다.
- 유산지: 팬과 틀에 까는 기름먹이용 종이이다. 구울 때 반죽이 직접 팬에 닿거나 굽는 과정에서 딱딱해 지는 것을 방지한다.
- 케이크 스탠드: 케이크를 장식할 때 올려두거나 완성 뒤 내놓을 때 사용하는 선반이다. 기둥 모양의 다리가 원형 판을 지탱하고 있는 형상이 일반적이며, 뚜껑이 있는 경우도 있다. 케이크 트레이라고 불리기도 한다.
- 케이크 테스터: 케이크나 빵을 구울 때 반죽이 다 익었나 확인하기 위해 사용하는 도구이다. 플라스틱 손잡이에 뾰족한 쇠나 플라스틱이 달려 있어 반죽에 찔러 넣어 반죽이 묻어나오는지 확인할 수 있다.
- 스페출러: 케이크 표면에 크림류를 도포할 때 사용하는 펴 바르는 기구이다. 케이크 반죽을 자르거나 반죽의 윗면을 정리하고, 케이크 조각 등을 옮길 때 사용하기도 한다. 메탈 스크래퍼라고도 불린다.
- 짤주머니: 반죽이나 아이싱, 머랭, 생크림 등을 채워넣은 뒤 짜서 장식을 위한 모양을 만들거나 반죽에 속재료를 넣을 때 사용하는 도구이다.
- 모양깍지: 반죽과 크림을 모양내서 짜서 케이크 겉을 장식할 때 짤주머니에 끼워 사용하는 도구이다.
- 회전판: 케이크를 올려놓고 돌려가며 아이싱하거나 장식하는 판이다. 기둥 위에 돌아가는 원형 판이 올려져 있는 것이 일반적인 모습이다.
- 톱니 모양 나이프: 레이어 케이크를 구운 뒤 볼록한 부분을 자르는데 쓰이는 도구이다.
- 케이크 팬
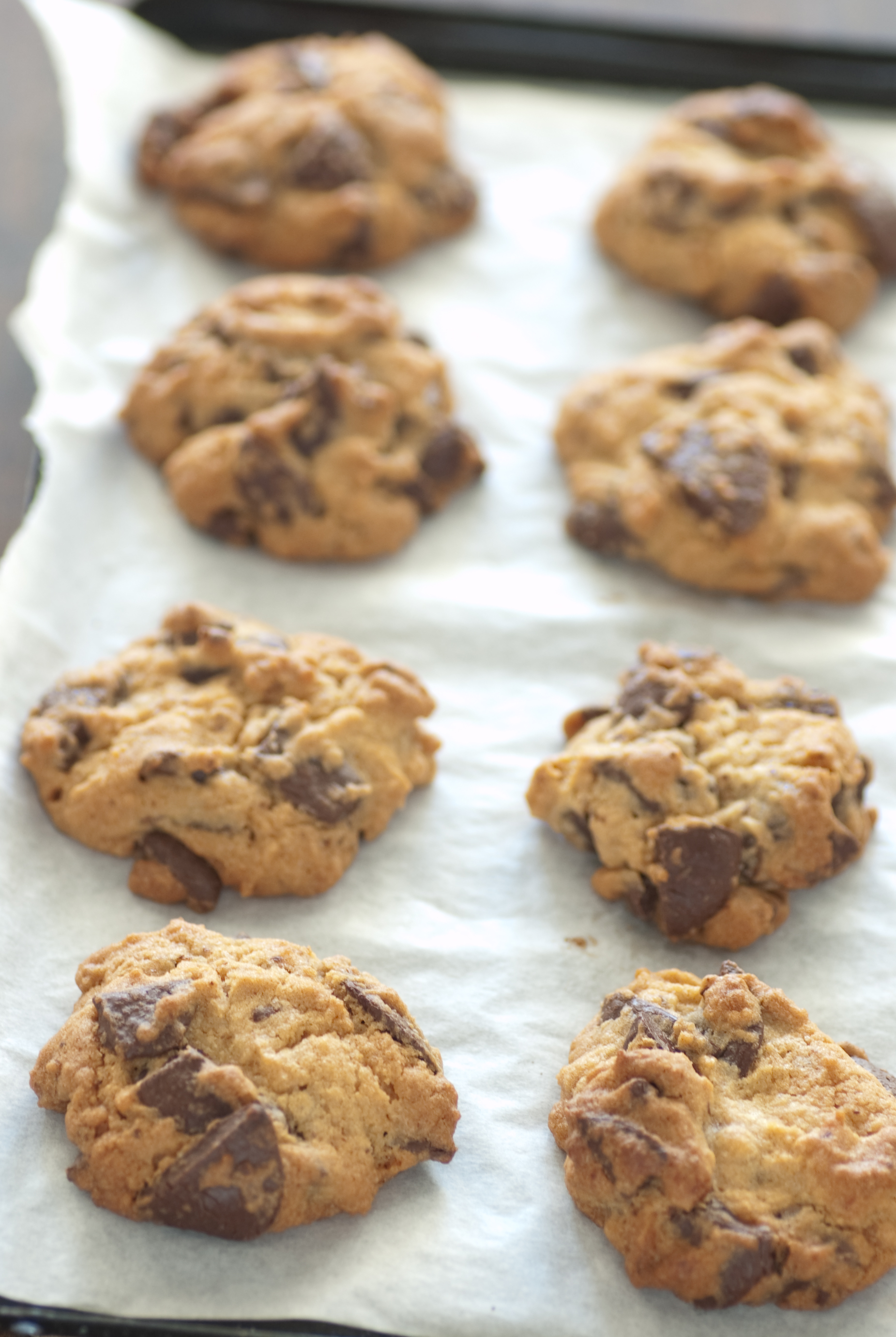
초콜릿 쿠키 밑의 유산지
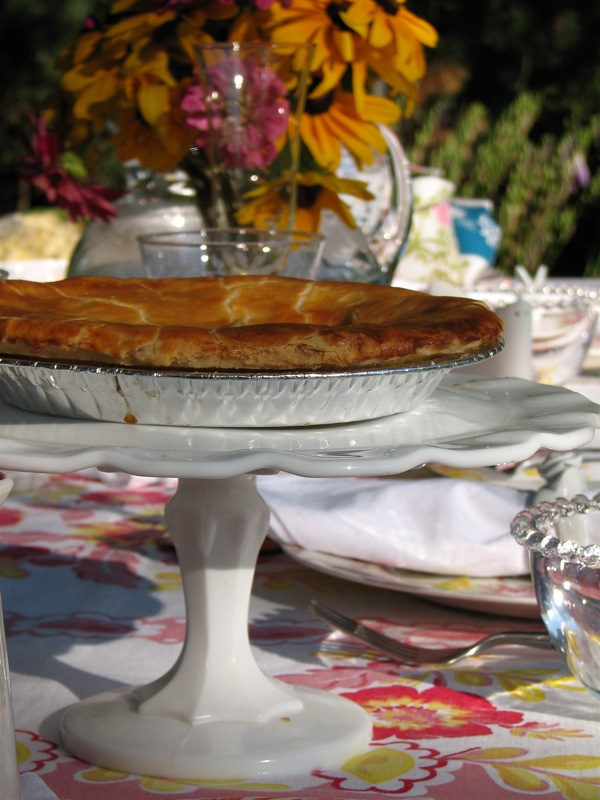
케이크가 올려진 케이크 스탠드
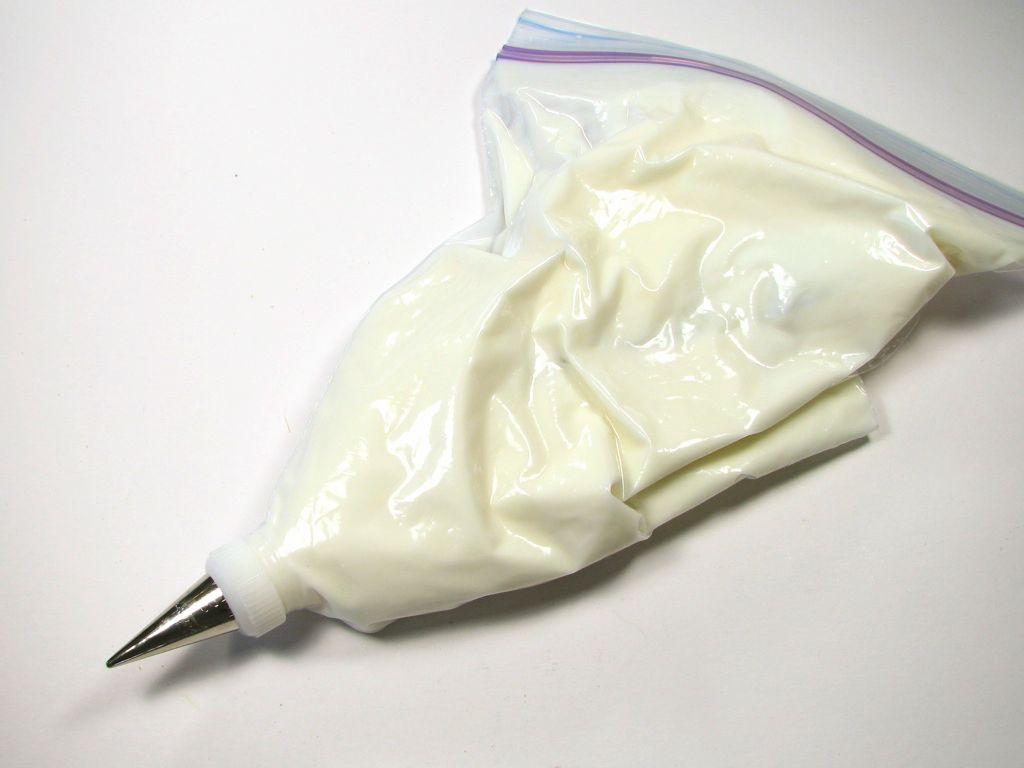
짤주머니

### 재료
- 쇼트닝: 수분이 없는 유지방으로서 반죽에 넣어 반죽을 부풀게 하고 완성품이 바삭한 맛을 내게 한다. 버터와 함께 쓰이기도 한다. 반고체상태이지만 케이크 반죽과 잘 섞이고 부드럽다.
- 옥수수 녹말: 케이크 반죽에 사용하는 하얗고 입자가 고운 녹말가루이다. 완성된 케이크를 부드럽고 가볍게 만들어준다.

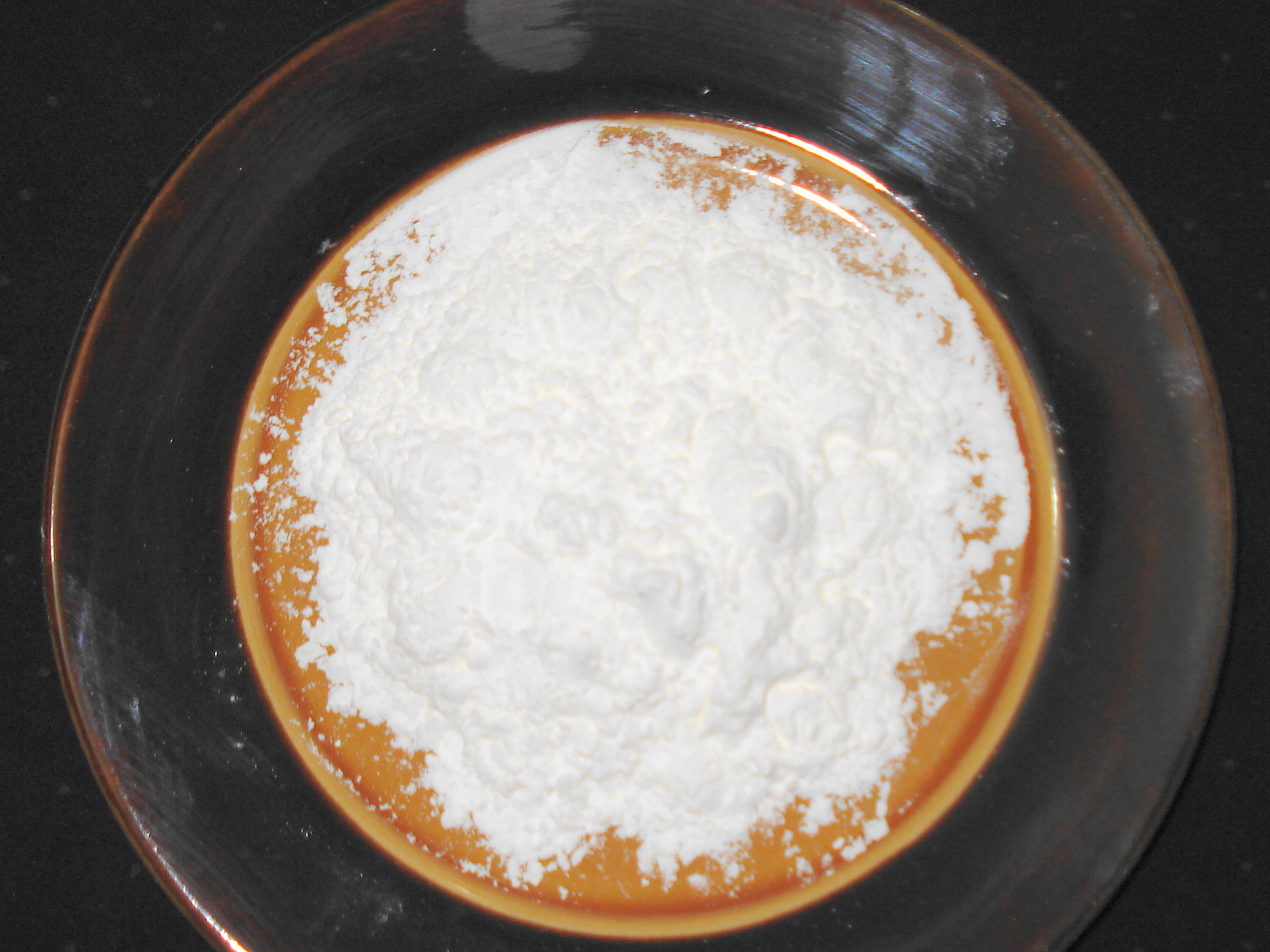
크림치즈: 우유와 크림을 섞어 숙성시키지 않고 만든 치즈이다. 부드럽고 신 맛과 고소한 맛이 함께 나기 때문에 무스 케이크나 치즈 케이크 등에 쓰인다.
- 철판이형제: 굽고 난 케이크가 쉽게 틀에서 분리되도록 케이크 틀에 미리 발라 놓는 재료이다. 구운 반죽이 철판으로 만들어진 케이크 틀에 들러붙지 않도록 도와준다. 카놀라유 혹은 포도씨유에 녹말가루를 섞어 만든다.
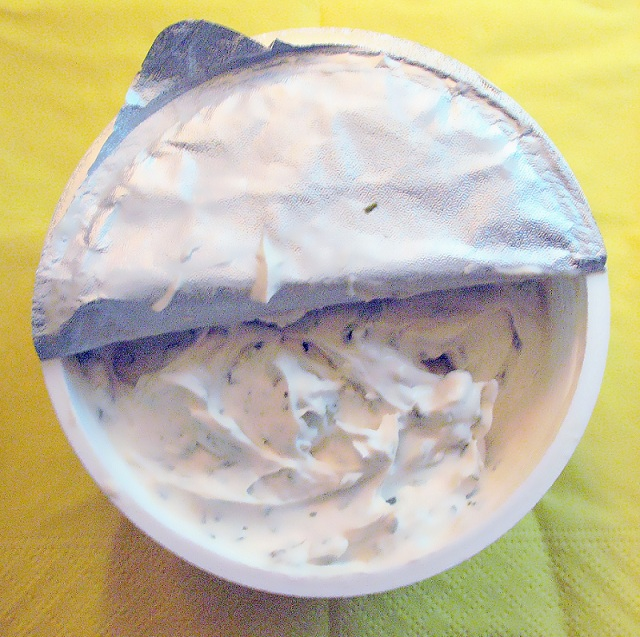
바닐라 빈: 바닐라 열매를 발효시켜 말린 천연 향료이다. 케이크에 들어갈 커스터드 크림을 만들거나 반죽에 달콤한 향을 내기 위해 첨가된다.
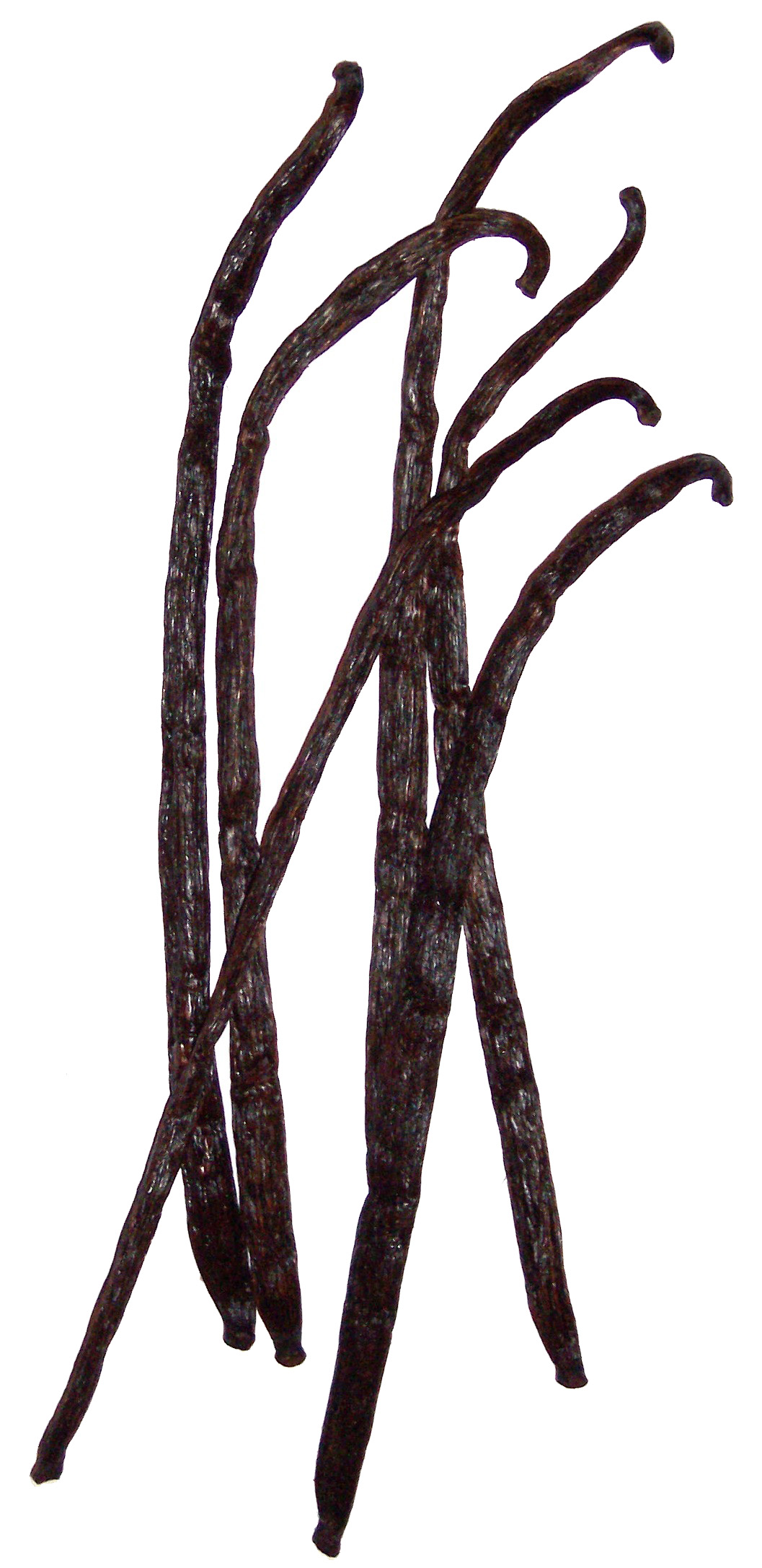
바닐라 에센스: 바닐라 빈을 물이나 알코올에 녹인 것이다. 오래 굽지 않는 케이크에 주로 사용한다.
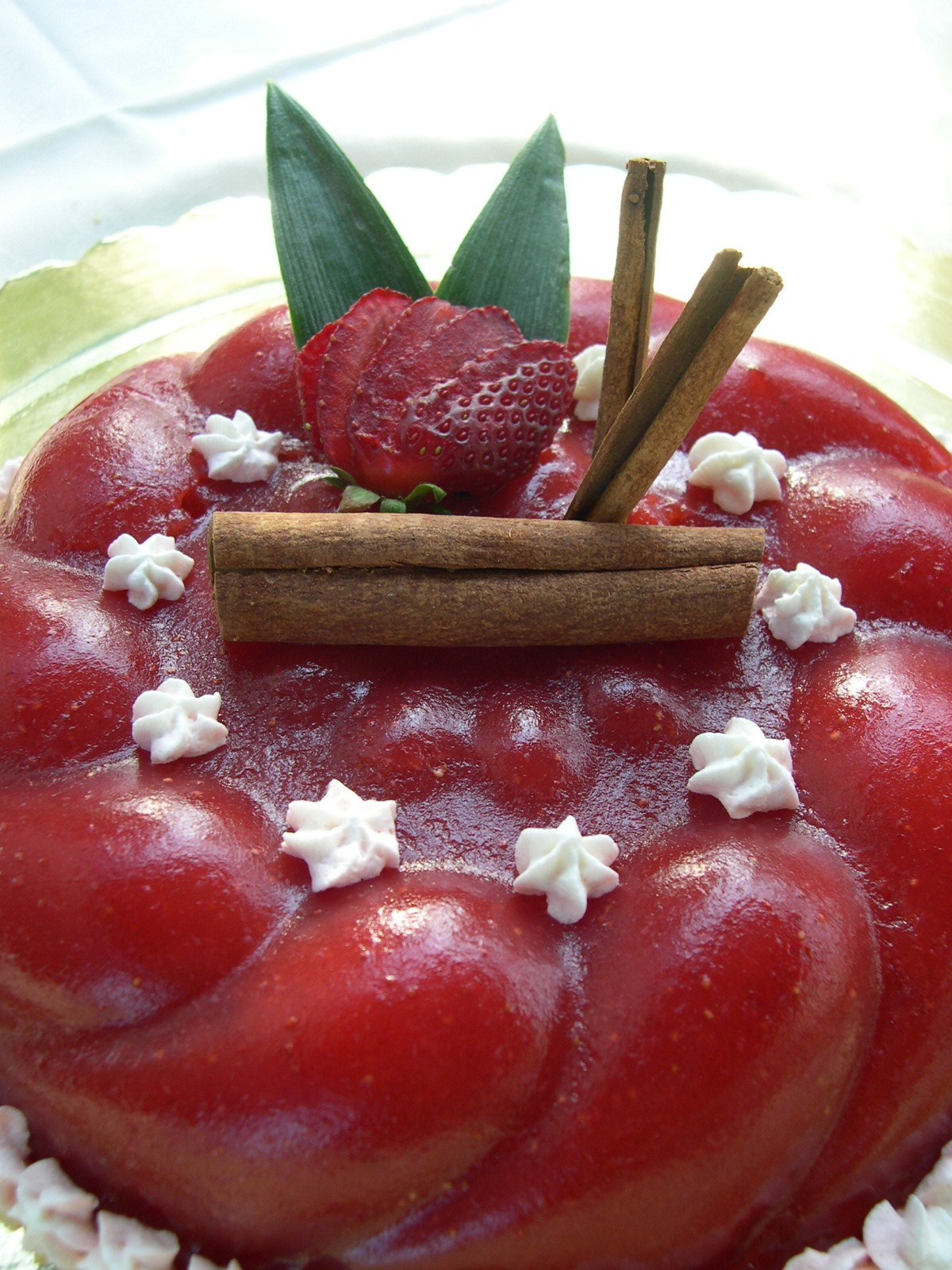
바닐라 오일: 바닐라 빈이나 바닐라 에센스와 비슷한 기능을 하는 재료로서 오일 형태이다. 오래 굽는 케이크에 주로 사용한다.
- 젤라틴 무스: 굳힐 때 사용하는 재료로 가루 형태와 판 형태가 있다. 천연단백질인 콜라겐을 가공하여 만든 유도 단백질이다.
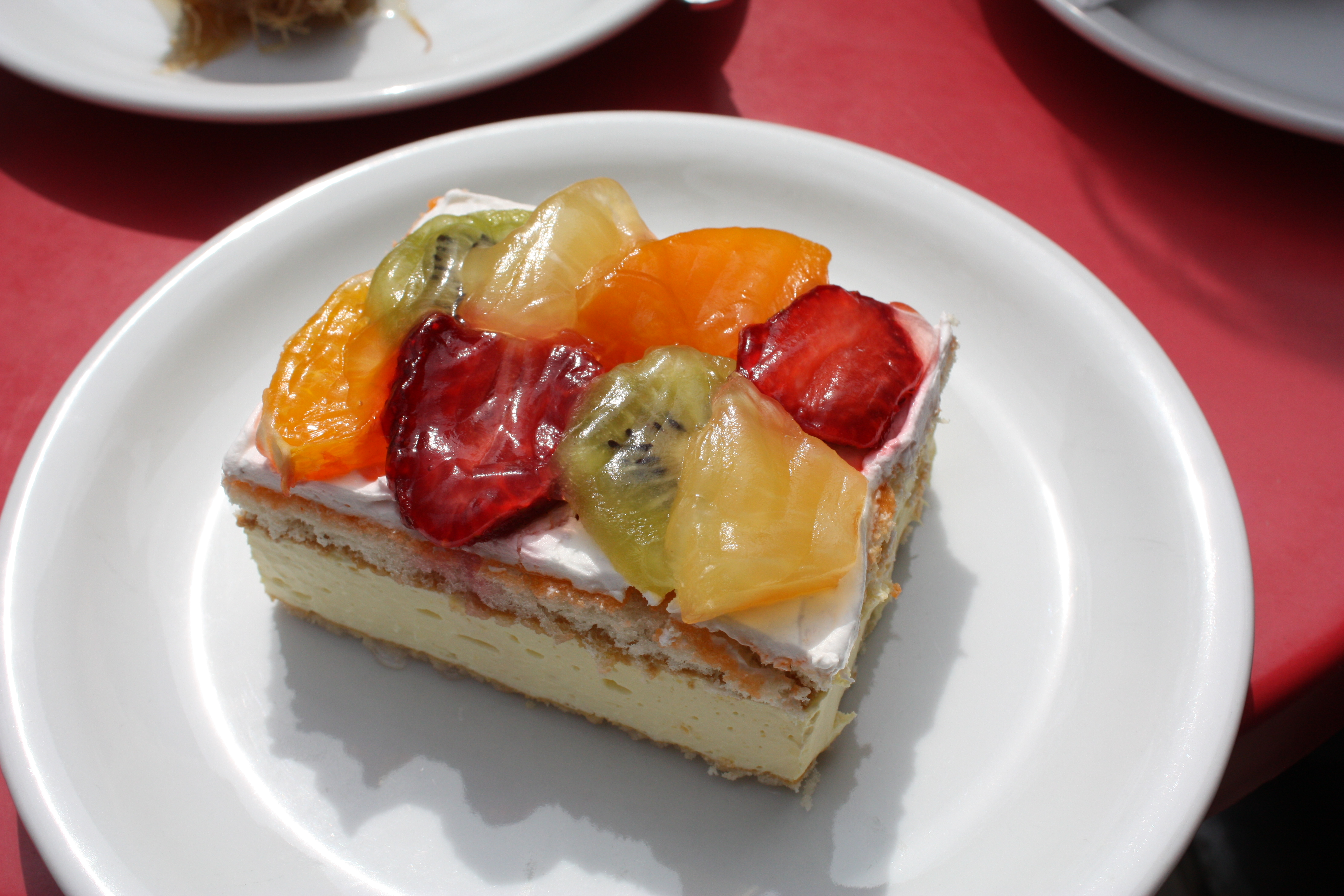
토르텐구쓰: 과일주스와 섞어 장식용 과일 위에 젤리층을 형성하는 일종의 코팅 재료이다. 광택을 낼 뿐만 아니라 과일의 수분이 날아가는 것을 막아준다.
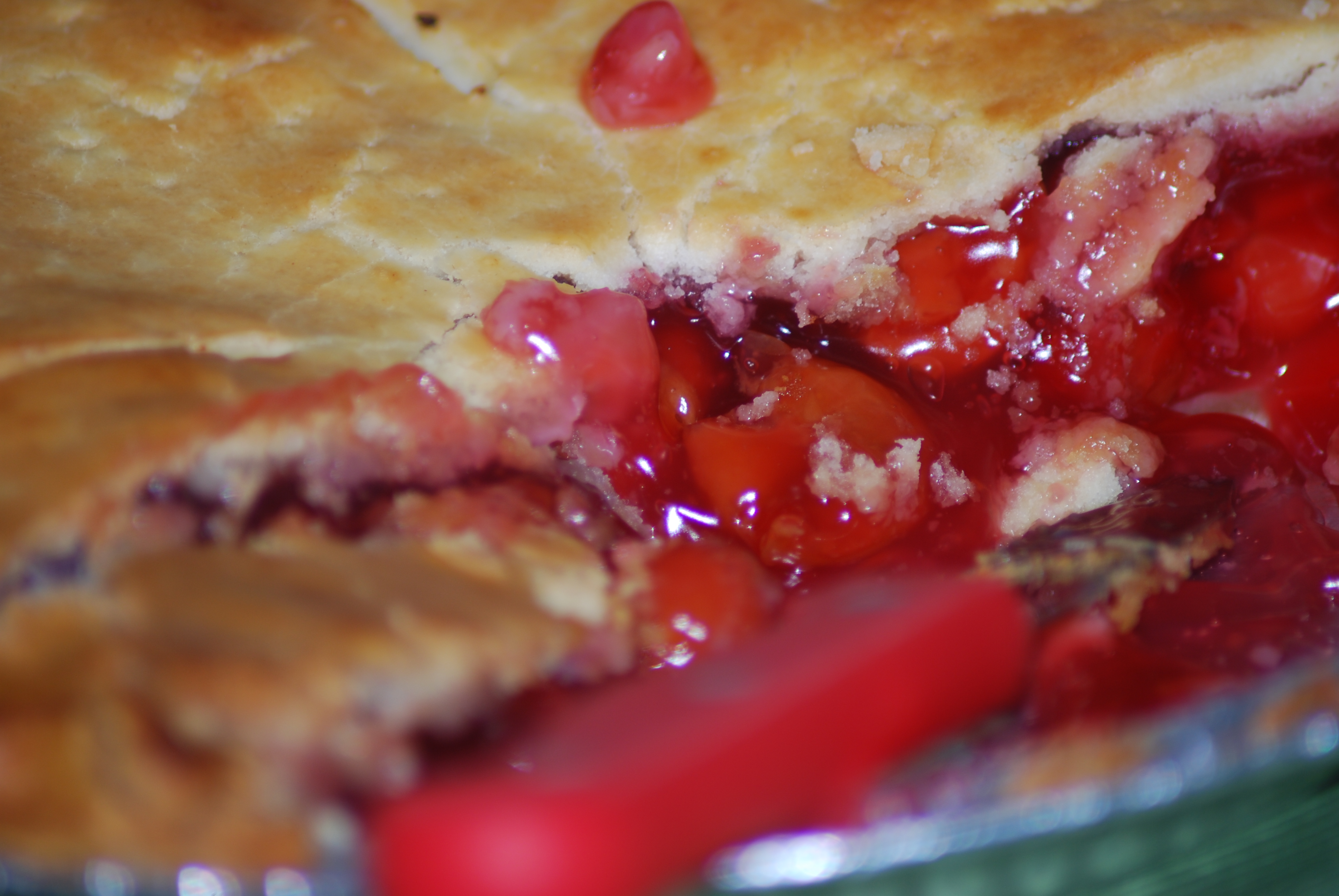
파이필링: 잼보다는 묽지만 윤기와 점성이 있는 반 액체 상태의 재료이다. 안에 주로 가공된 과일 열매가 들어 있으며 케이크의 장식, 반죽, 혹은 안을 채워 넣는 용도로 쓰인다.
- 콘스타치
- 크림치즈
- 바닐라빈
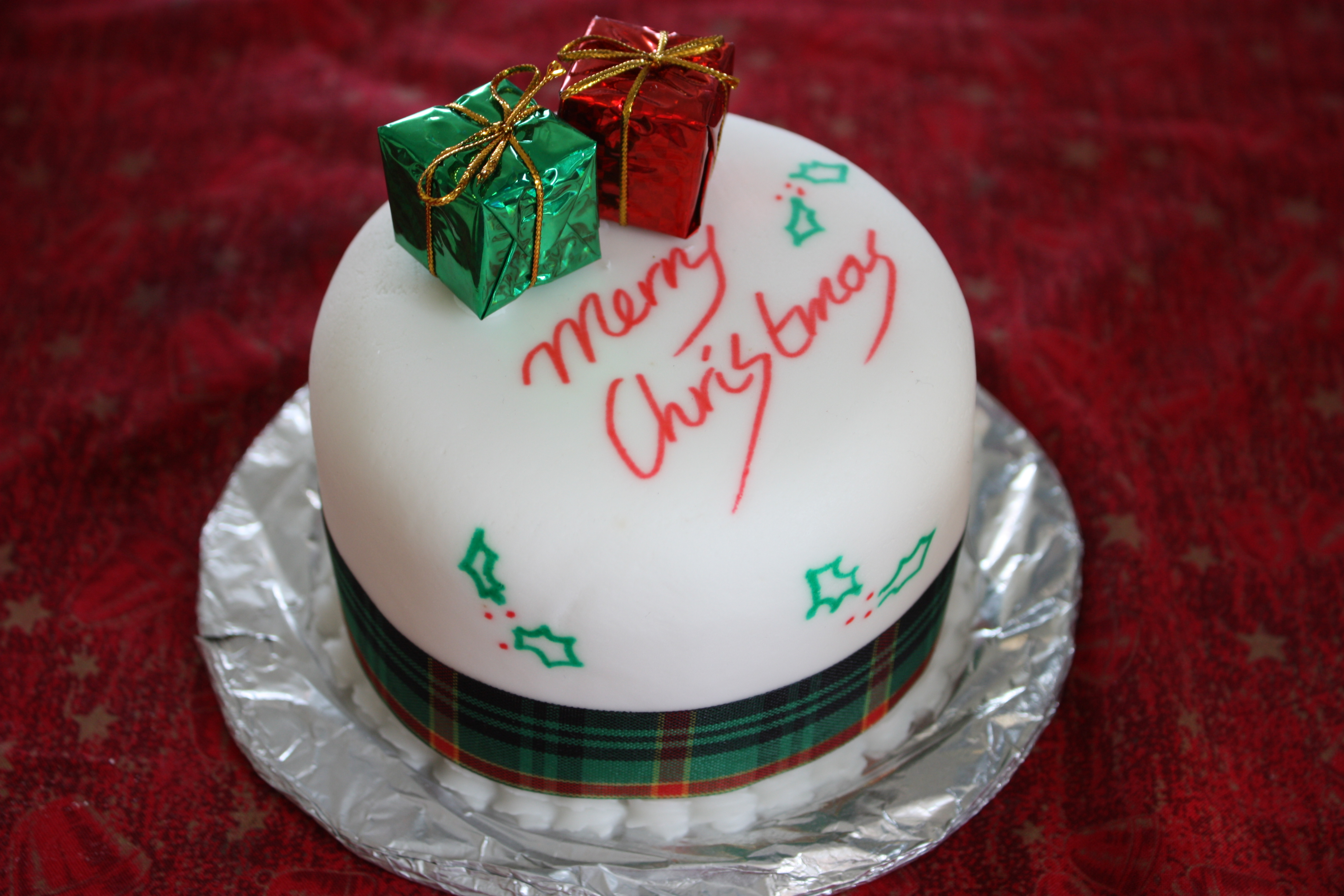
젤라틴을 씌운 딸기케이크
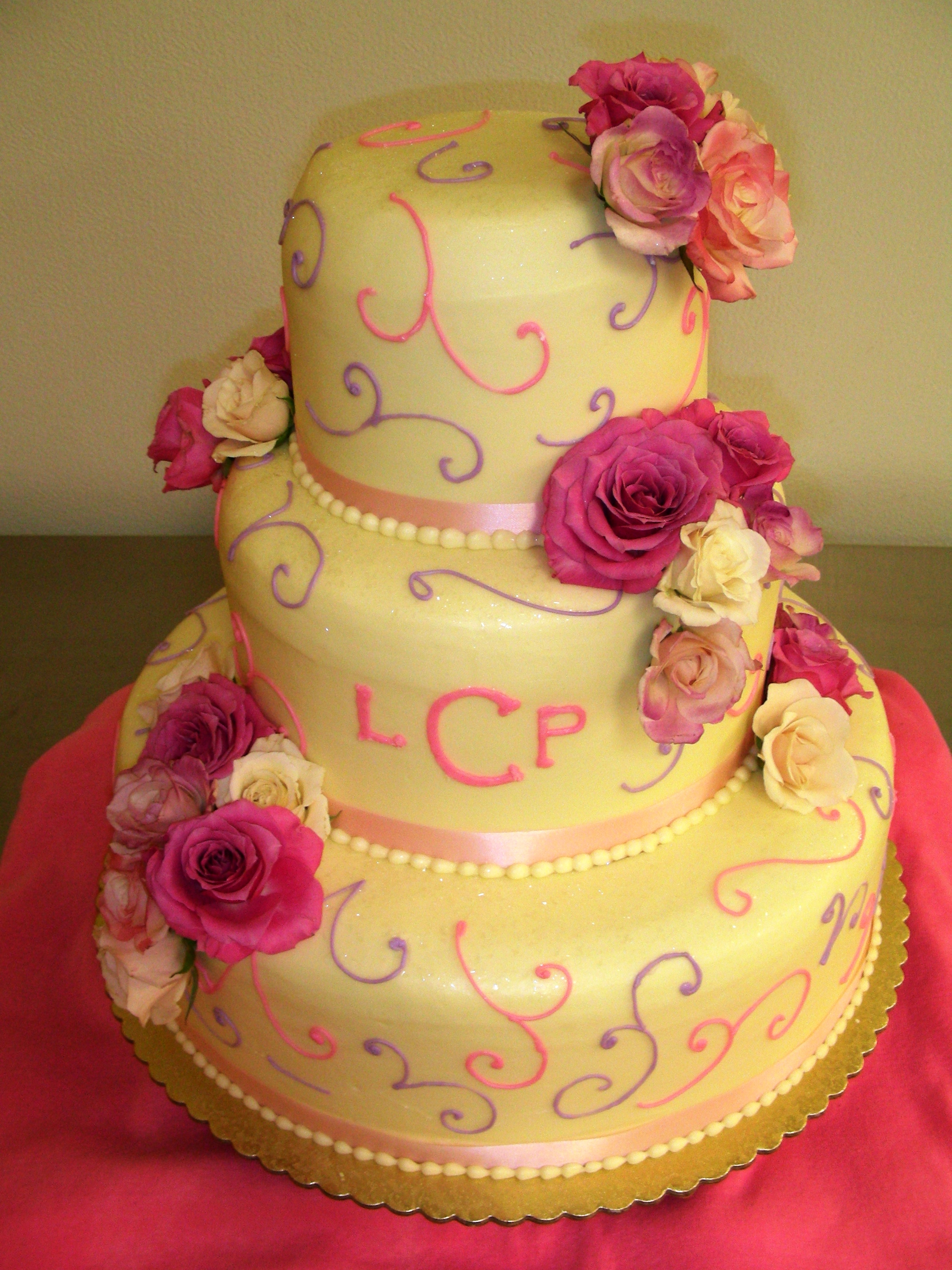
토르텐구쓰로 코팅된 과일케이크
- 체리파이필링이 들어 있는 파이
- 크리스마스 케이크
- 웨딩 케이크
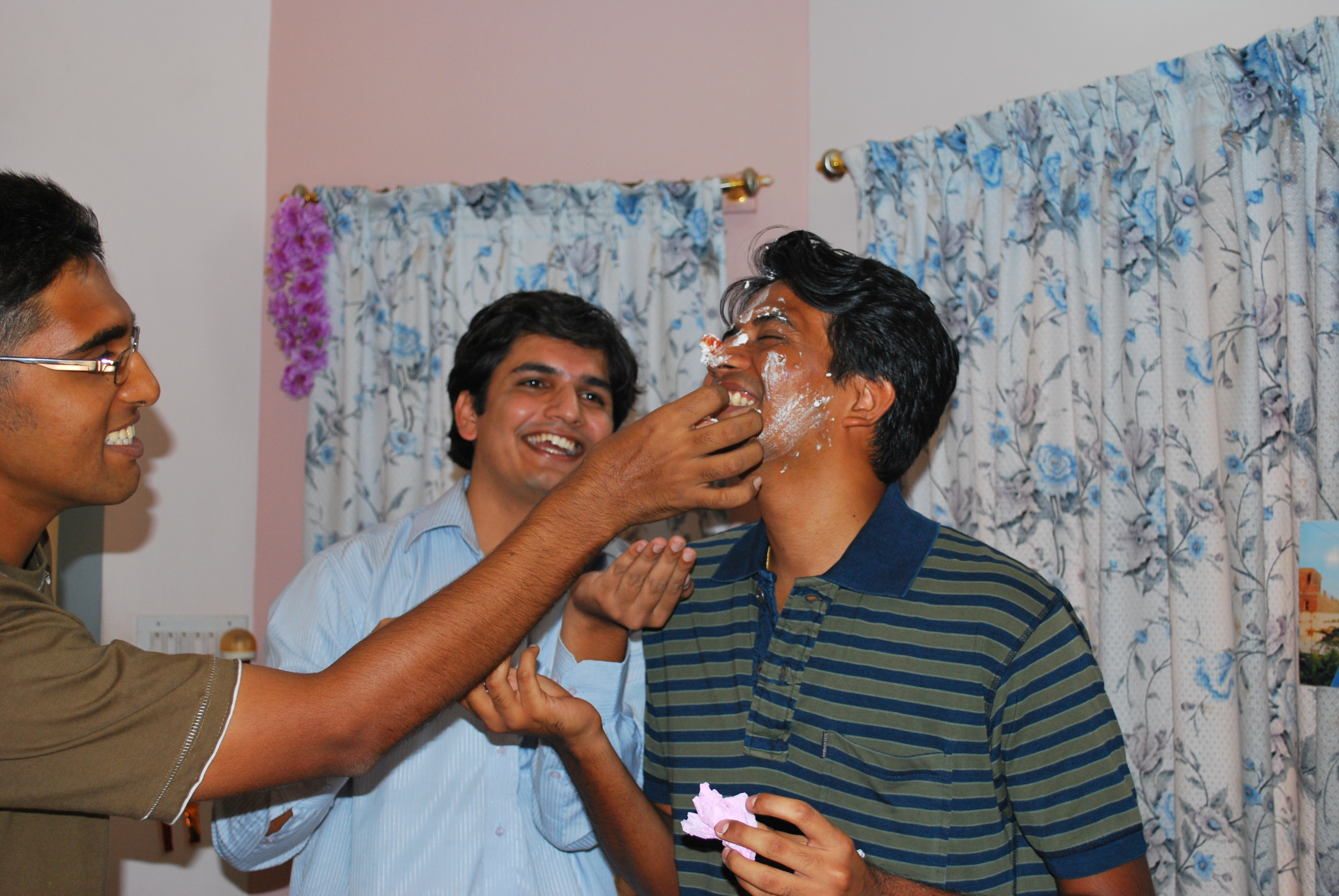
루킹래징
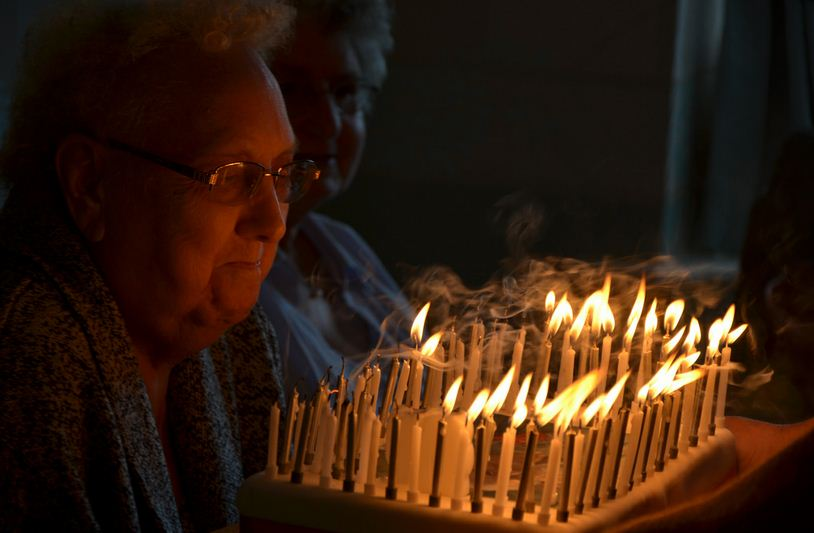
케이크 위의 촛불을 끄는 모습
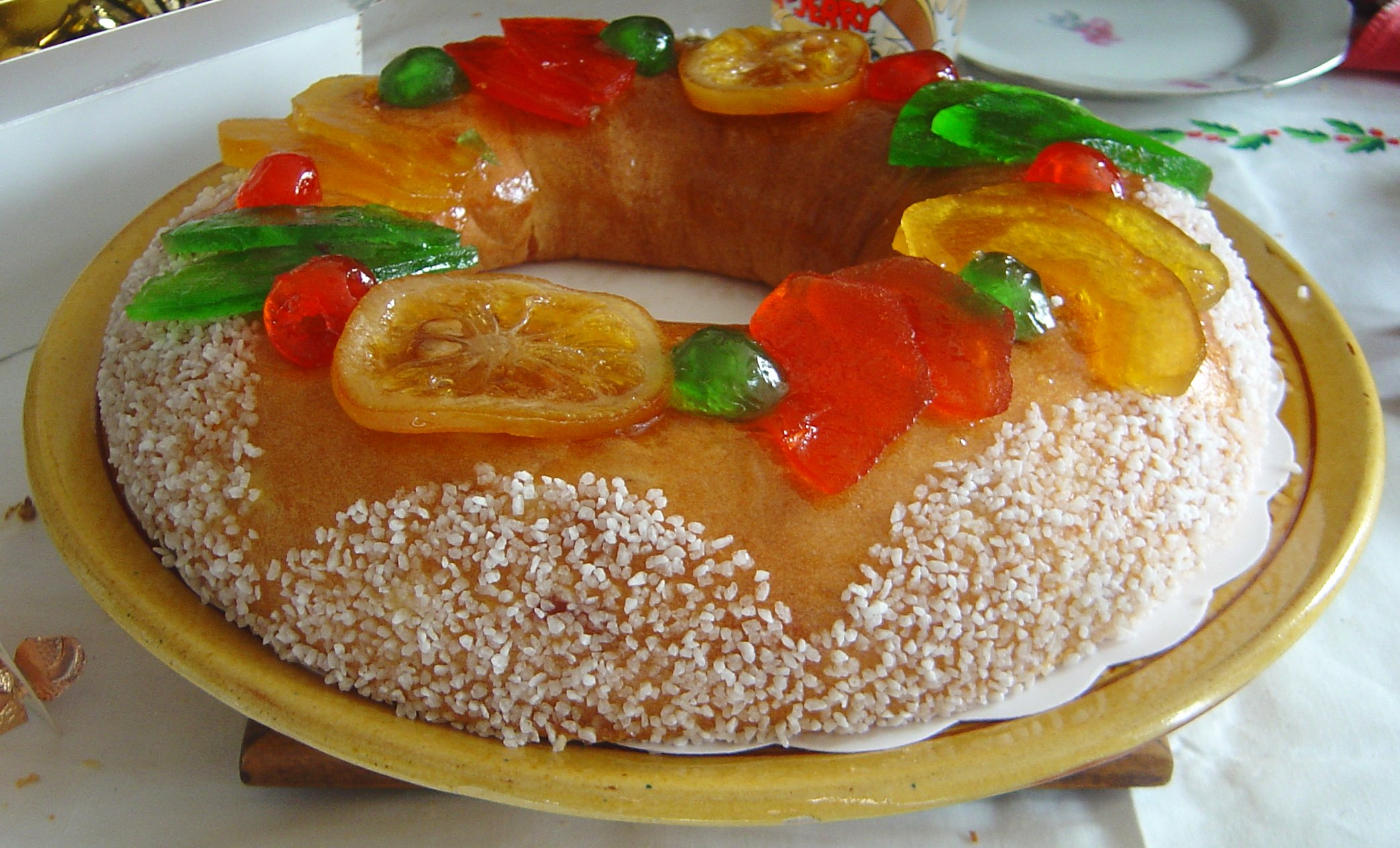
주현절 케이크
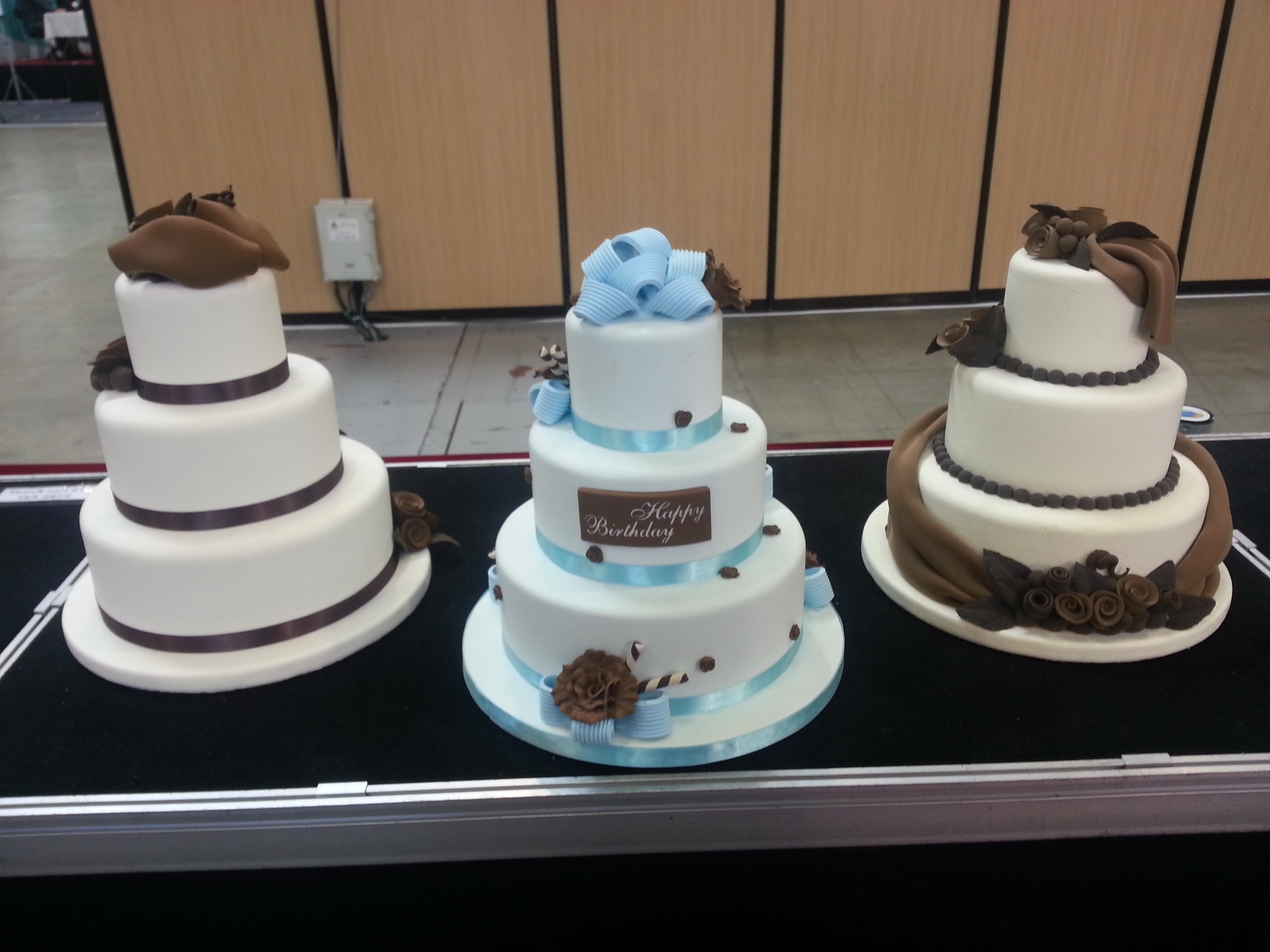
전시용 케이크
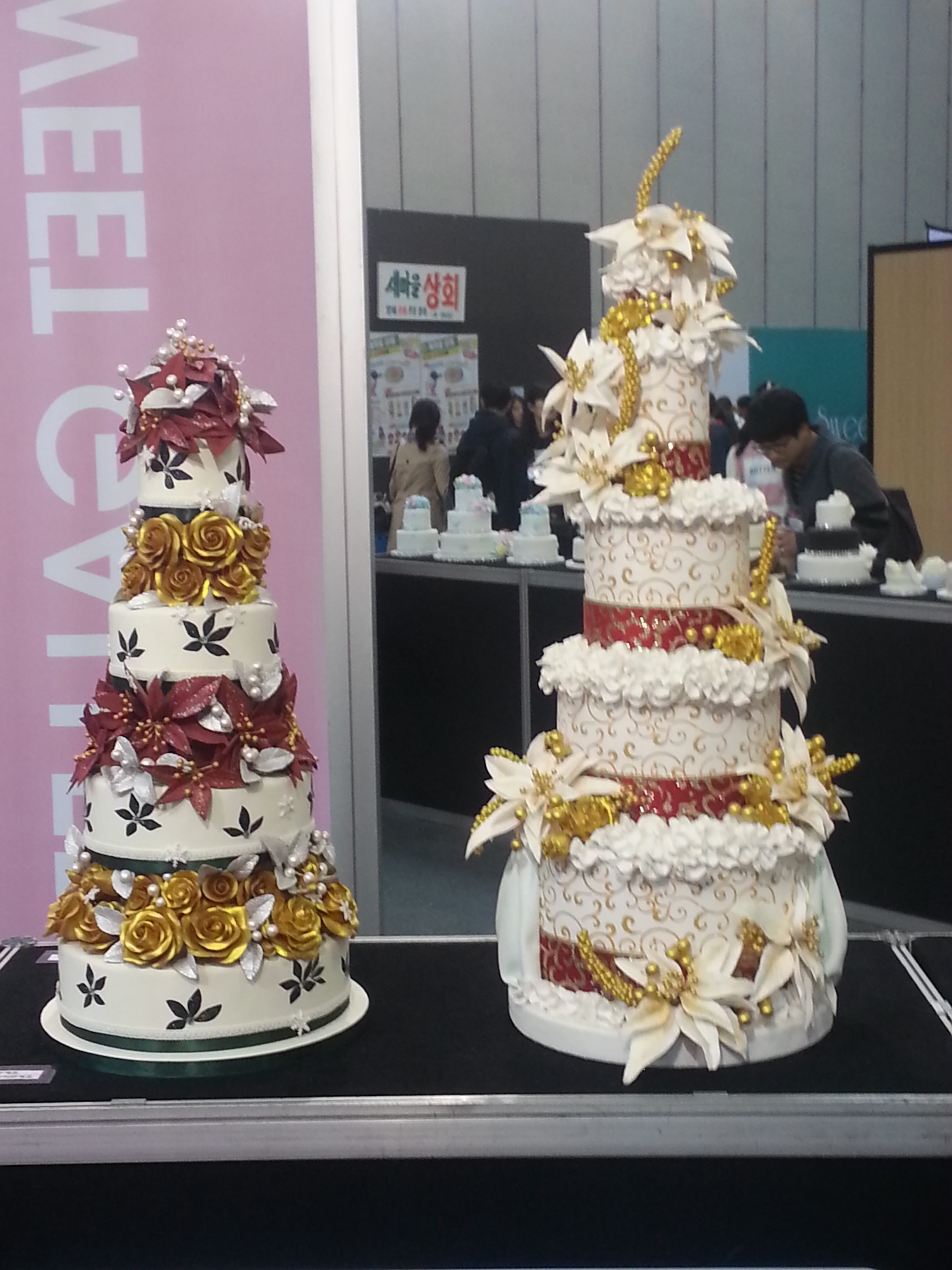
전시용 케이크 2
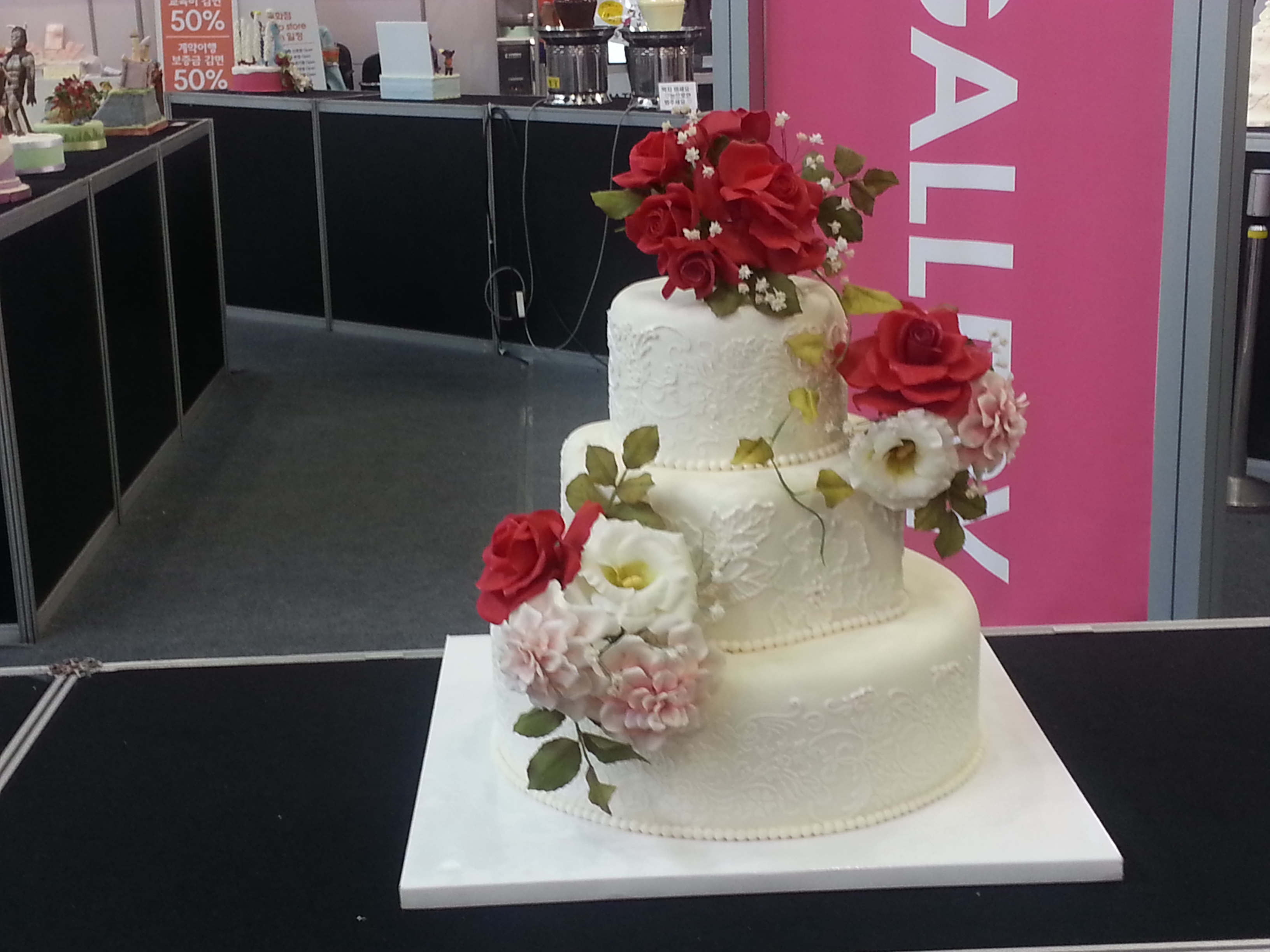
전시용 케이크 3

## 빵과의 차이점
앞서 서술한대로 케이크가 빵의 변형이라고 볼 수는 있지만, 실제로는 재료 및 만드는 방법에서 상당한 차이가 있다. 우선 빵의 경우, 글루텐이 많이 함유되어 있는 밀가루인 강력분을 사용하며, 재료를 수차례 반죽하여 잘 치대고 효모 등의 미생물로 발효를 시켜 그 반죽을 부풀게 한 뒤 구워서 만든다. 반면, 케이크의 경우, 글루텐이 적게 함유되어 있는 밀가루인 박력분을 사용하고, 달걀에 버터 및 설탕 등으로 맛을 낸 것에 소량의 밀가루(박력분)을 넣어 구조를 고정시키고 틀에 부어 구워서 만든다.
그러니까 빵은 밀가루가 주재료이고 만드는 과정에서 발효가 포함되어 있는 반면, 케이크는 달걀이 주재료이고 밀가루 함유량은 10% 정도에 불과하며, 발효는 아예 하지 않는다.
몇몇은 케이크를 빵이라고 인식하는 경우가 종종 있으나 사실은 비스킷이다.

## 같이 보기
- 케이크 장식
- 파운드 케이크
- 바나나 케이크
- 파이
- 당근 케이크
- 버터 케이크
- 티라미수
- 시폰 케이크
- 아이스크림 케이크
- 스펀지 케이크
- 롤케이크
- 컵케이크
- 머핀
- 엔젤 푸드 케이크
- 티케이크
- 파리바게뜨
- 초콜릿 브라우니